# 15. Dezember
Der 15. Dezember ist der 349. Tag des gregorianischen Kalenders (der 350. in Schaltjahren), somit bleiben 16 Tage bis zum Jahresende.

## Ereignisse

### Politik und Weltgeschehen

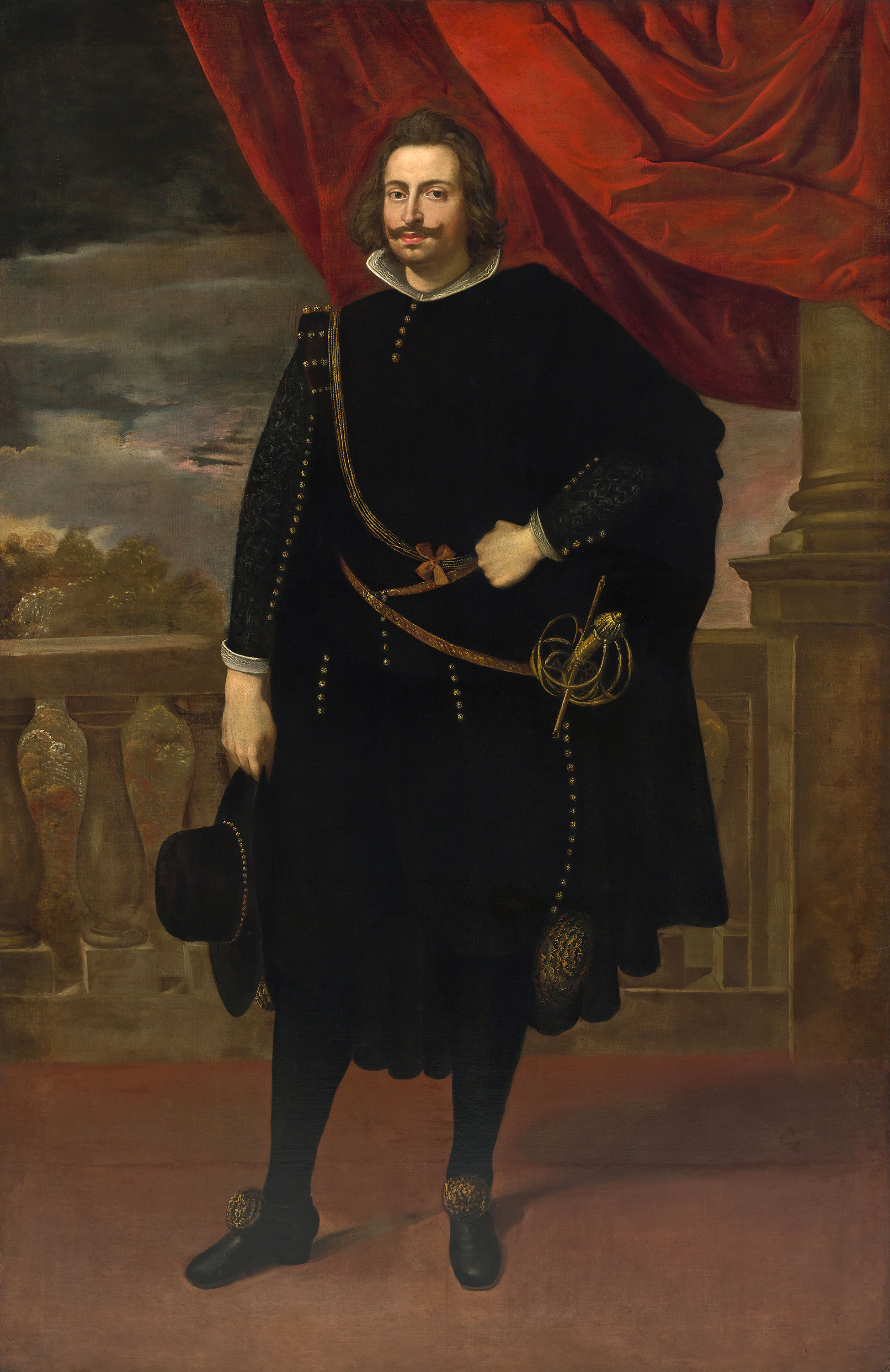
1640: Johann IV.

- 0533: Der Sieg der oströmischen Truppen unter Belisar in der Schlacht bei Tricamarum besiegelt das Ende des Vandalenreiches in Nordafrika. Das vormals weströmische Gebiet fällt dem Byzantinischen Reich unter Kaiser Justinian I. zu.
- 1387: Nachdem Herzog Friedrich von Bayern den Salzburger Erzbischof Pilgrim im Zuge des Städtekrieges festgesetzt hat und damit dessen Verlassen des Bundes erzwingen will, erklärt der Schwäbische Städtebund dem Herzogtum Bayern den Krieg.
- 1467: In der Schlacht von Baia besiegt die Armee des Fürstentums Moldau, angeführt von Fürst Ștefan III. cel Mare, die Streitkräfte des ungarischen Königs Matthias Corvinus.
- 1516: Gaspard I. de Coligny, seigneur de Châtillon wird vom französischen König Franz I. zum Marschall von Frankreich ernannt.
- 1576: Der spanische Statthalter in den Niederlanden, Don Juan de Austria, und die Generalstaaten schließen das Ewige Edikt, mit dem der Statthalter die Genter Pazifikation anerkennt. Das Edikt wird jedoch keine acht Monate halten.
- 1640: Herzog Johann II. von Braganza wird als Johann IV. König von Portugal, wodurch die seit 1580 währende Personalunion mit Spanien beendet wird.

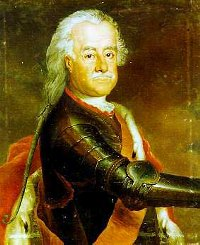
1745: Leopold I. von Anhalt-Dessau

- 1745: In der Schlacht bei Kesselsdorf im Zweiten Schlesischen Krieg siegen die preußischen Truppen des Alten Dessauers über österreichisch-sächsische Verbände unter dem Kommando Rutowskis. Die Sieger rücken zwei Tage später in Dresden ein.
- 1791: Die Bill of Rights wird als Zusatzartikel eins bis zehn in die Verfassung der Vereinigten Staaten aufgenommen.

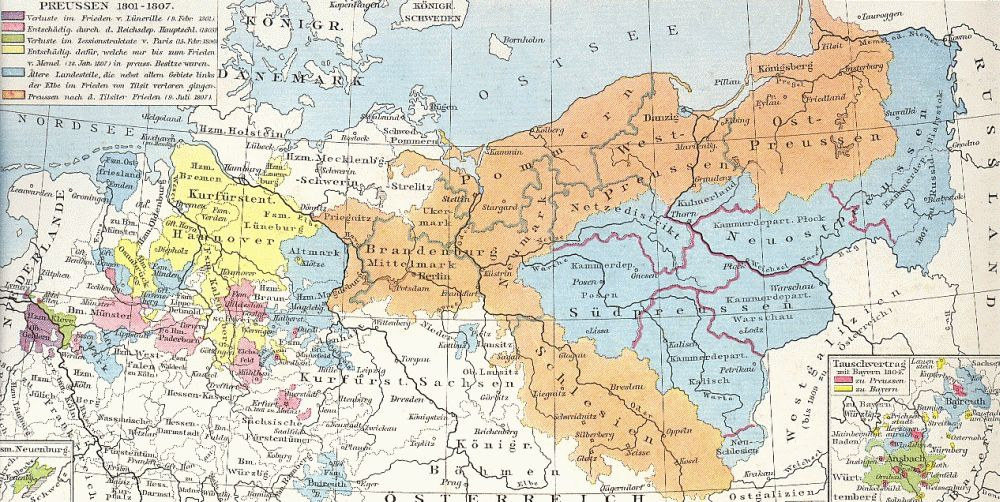
Preußen 1801–1807

- 1805: Im Vertrag von Schönbrunn zwischen Preußen und Frankreichs Herrscher Napoleon Bonaparte werden Gebietsveränderungen geregelt. Preußen überlässt Frankreich das Fürstentum Ansbach, Kleve und das Fürstentum Neuenburg und erhält dafür das Kurfürstentum Hannover, das allerdings dem britischen Königshaus gehört.
- 1806: Die napoleonische Armee besetzt im Vierten Koalitionskrieg das preußische Warschau. Aus Preußen wieder abgenommenen Teilen entsteht im Juni 1807 das Herzogtum Warschau.

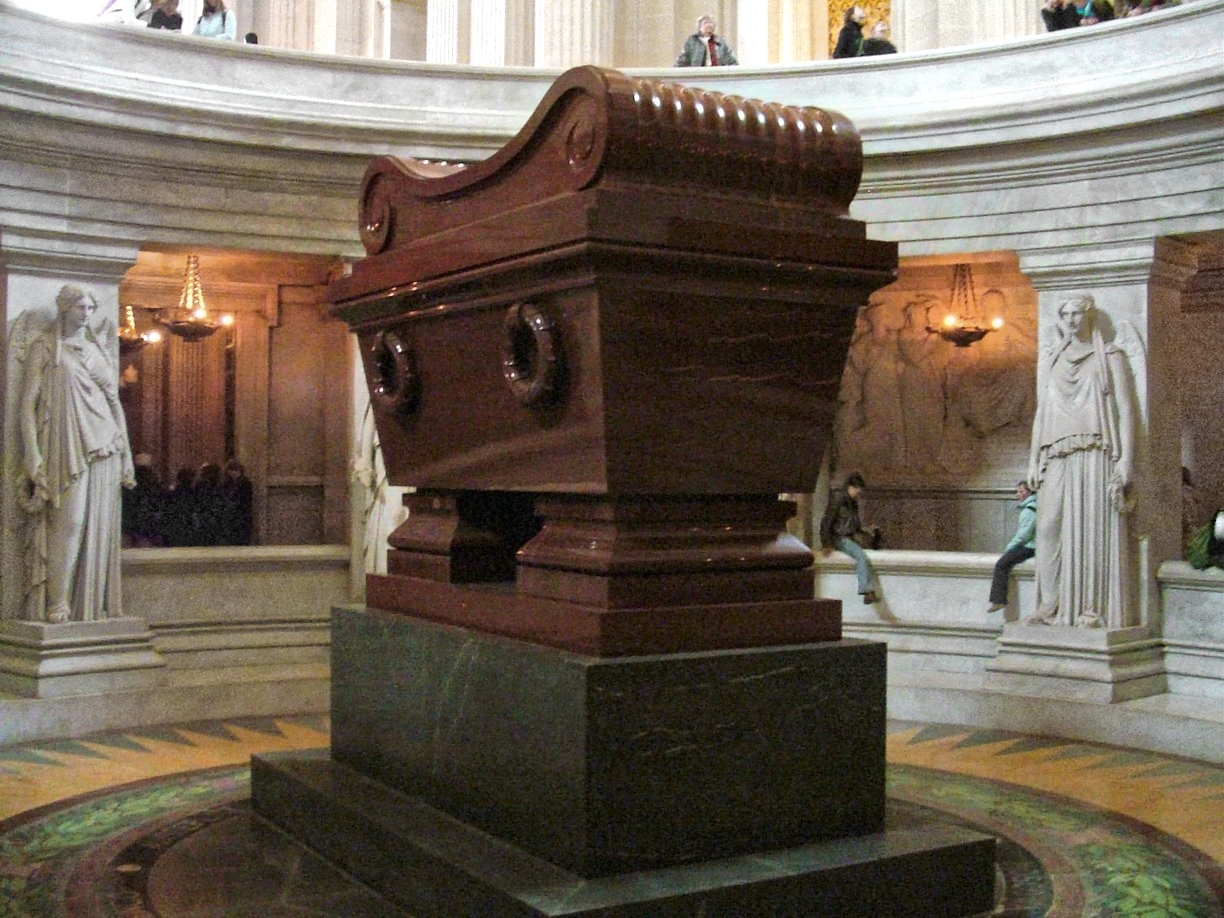
1840: Napoleons Sarkophag im Invalidendom

- 1840: Napoleon Bonapartes sterbliche Überreste werden im Invalidendom in Paris aufgebahrt.
- 1848: Der ungarische Reichstag unter der Führung von Lajos Kossuth erklärt die Abdankung Kaiser Ferdinands I. für ungültig und protestiert gegen die Thronbesteigung Kaiser Franz Josephs I.
- 1862: Die Schlacht von Fredericksburg im Amerikanischen Bürgerkrieg endet mit dem Abzug der Unionstruppen, die in den Tagen zuvor den von der Südstaatenarmee gehaltenen Ort in Virginia völlig verwüstet haben.

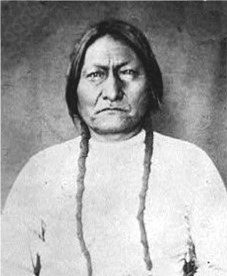
1890: Sitting Bull

- 1890: Indianerhäuptling Sitting Bull wird in North Dakota von einem Reservatspolizisten erschossen.
- 1899: Großbritannien erleidet in der Schlacht von Colenso die dritte Niederlage innerhalb von einer Woche im Zweiten Burenkrieg. Die Woche geht als Black Week in die Geschichte Großbritanniens ein.
- 1916: Nach dem Verlust aller zuvor gemachten Geländegewinne wird der am 21. Februar begonnene deutsche Angriff auf das französische Verdun im Ersten Weltkrieg durch die Oberste Heeresleitung abgebrochen. Die Schlacht um Verdun hat insgesamt 350.000 französische und 335.000 deutsche Soldaten das Leben gekostet.
- 1925: Reza Pahlavi legt vor dem iranischen Parlament (Madschles) den Amtseid als Schah ab.
- 1944: Das Flugzeug mit dem amerikanischen Bandleader Glenn Miller verschwindet im Zweiten Weltkrieg auf dem Weg von London nach Paris spurlos über dem Ärmelkanal.
- 1945: General Douglas MacArthur verbietet als Supreme Commander for the Allied Powers in einer an die japanische Regierung gerichteten Direktive den Staats-Shintō unter dem Leitsatz der Trennung von Religion und Staat.
- 1947: Die Londoner Konferenz der Außenminister der vier Siegermächte im Zweiten Weltkrieg wird beendet, weil sich die Alliierten über die Deutschland-Frage uneins sind und es zum Bruch zwischen der Sowjetunion und den Vereinigten Staaten kommt.
- 1957: Die Stadt München erreicht eine Million Einwohner.
- 1961: Der frühere SS-Obersturmbannführer Adolf Eichmann, im Reichssicherheitshauptamt zuständig für die bürokratische Abwicklung der „Endlösung der Judenfrage“, wird im Eichmann-Prozess vom Bezirksgericht Jerusalem nach dem Schuldspruch vom 11. Dezember zum Tode verurteilt.

1964: Die Ahornblattflagge Kanadas

- 1964: Kanada erhält seine Ahornblatt-Flagge.
- 1972: Auf der Stockholmer Konferenz der Vereinten Nationen über die Umwelt des Menschen wird die Gründung des Umweltprogramms der Vereinten Nationen (UNEP) beschlossen.
- 1975: Günter Guillaume und seine Frau Christel Boom werden in der Bundesrepublik Deutschland im Zuge der Guillaume-Affäre wegen Landesverrats zu 13 bzw. 8 Jahren Gefängnis verurteilt.
- 1977: Das deutsche Bundesverfassungsgericht stoppt die Abschaffung der Gewissensprüfung für Kriegsdienstverweigerer.
- 1981: Der peruanische Diplomat Javier Pérez de Cuéllar wird von der UNO-Vollversammlung zum UNO-Generalsekretär gewählt und damit Nachfolger des Österreichers Kurt Waldheim.
- 1981: Der UN-Sicherheitsrat erklärt die im Rahmen der Homeland-Politik Südafrikas behauptete Unabhängigkeit der Ciskei für nichtig.
- 1983: In seinem Volkszählungs-Urteil erklärt das deutsche Bundesverfassungsgericht das 1982 erlassene Volkszählungsgesetz für verfassungswidrig und etabliert das Recht auf Informationelle Selbstbestimmung als Grundrecht.
- 1983: Argentiniens Präsident Raúl Alfonsín beruft die Comisión Nacional sobre la Desaparición de Personas. Sie soll für die Zeit der Militärdiktatur von 1976 bis 1983 das Schicksal verschwundener Personen und Verletzungen der Menschenrechte untersuchen.
- 1989: Vor dem Haus des ungarisch-reformierten Pfarrers László Tőkés in Timișoara, Rumänien, versammeln sich rund 200 Personen, um seine Deportation zu verhindern. Damit beginnt die Rumänische Revolution gegen Diktator Nicolae Ceaușescu.
- 1990: Kirgisistan proklamiert seine Souveränität und damit den Austritt aus der Sowjetunion.
- 1993: Der britische Premier John Major und der irische Ministerpräsident Albert Reynolds unterzeichnen die sog. Downing-Street-Declaration, ein Abkommen, das eine Friedenslösung für den Nordirlandkonflikt ermöglichen soll.
- 1999: In einem Referendum wird in der seitherigen Bolivarischen Republik Venezuela mit über zwei Dritteln der Stimmen die neue von Hugo Chávez erarbeitete Bolivarische Verfassung angenommen.
- 2002: Der seit 1979 regierende Teodoro Obiang Nguema Mbasogo wird für weitere sieben Jahre als Präsident von Äquatorialguinea bestätigt.
- 2010: Das Europäische Parlament nimmt mit 628 Ja-Stimmen gegen 15 Nein-Stimmen und 24 Enthaltungen die Verordnung zur konkreten Ausgestaltung der Europäischen Bürgerinitiative an.
- 2014: Die Räumung von Causeway Bay durch die Polizei markiert das äußere Ende der Proteste in Hongkong 2014.

### Wirtschaft
- 1858: Die Österreichische Westbahn geht nach der feierlichen Eröffnung auf dem Teilstück von Wien Westbahnhof nach Linz in Betrieb.
- 1906: In London wird die Great Northern, Piccadilly & Brompton Railway, eine U-Bahn-Linie zwischen Hammersmith und Finsbury Park, eröffnet.
- 1908: Melitta Bentz gründet zusammen mit ihrem Mann Hugo das Unternehmen Melitta, das die für die Erfinderin als Gebrauchsmuster geschützte Filtertüte wirtschaftlich verwerten soll.
- 1949: Die Bundesrepublik Deutschland tritt dem Marshallplan bei.
- 1996: Boeing und McDonnell-Douglas geben die Fusion ihrer Konzerne zu einem Industriegiganten mit 200.000 Beschäftigten und einem Umsatz von 48 Milliarden Dollar im Jahr bekannt, um der Konkurrenz des europäischen Airbus entgegenzutreten.
- 2000: Der letzte noch in Betrieb befindliche Reaktorblock III des Kernkraftwerks Tschernobyl in der Ukraine wird stillgelegt.

### Wissenschaft und Technik
- 1654: In Florenz wird mit der regelmäßigen Messung und Aufzeichnung der Lufttemperatur begonnen.
- 1917: Der erste Zug passiert die neugebaute Metropolis Bridge über den Ohio.
- 1924: Der Verkehrsturm am Potsdamer Platz mit der ersten Verkehrsampel Deutschlands wird in Betrieb genommen.
- 1939: Der Chemiekonzern DuPont in Seaford, Delaware, stellt erstmals Nylonfäden kommerziell her.

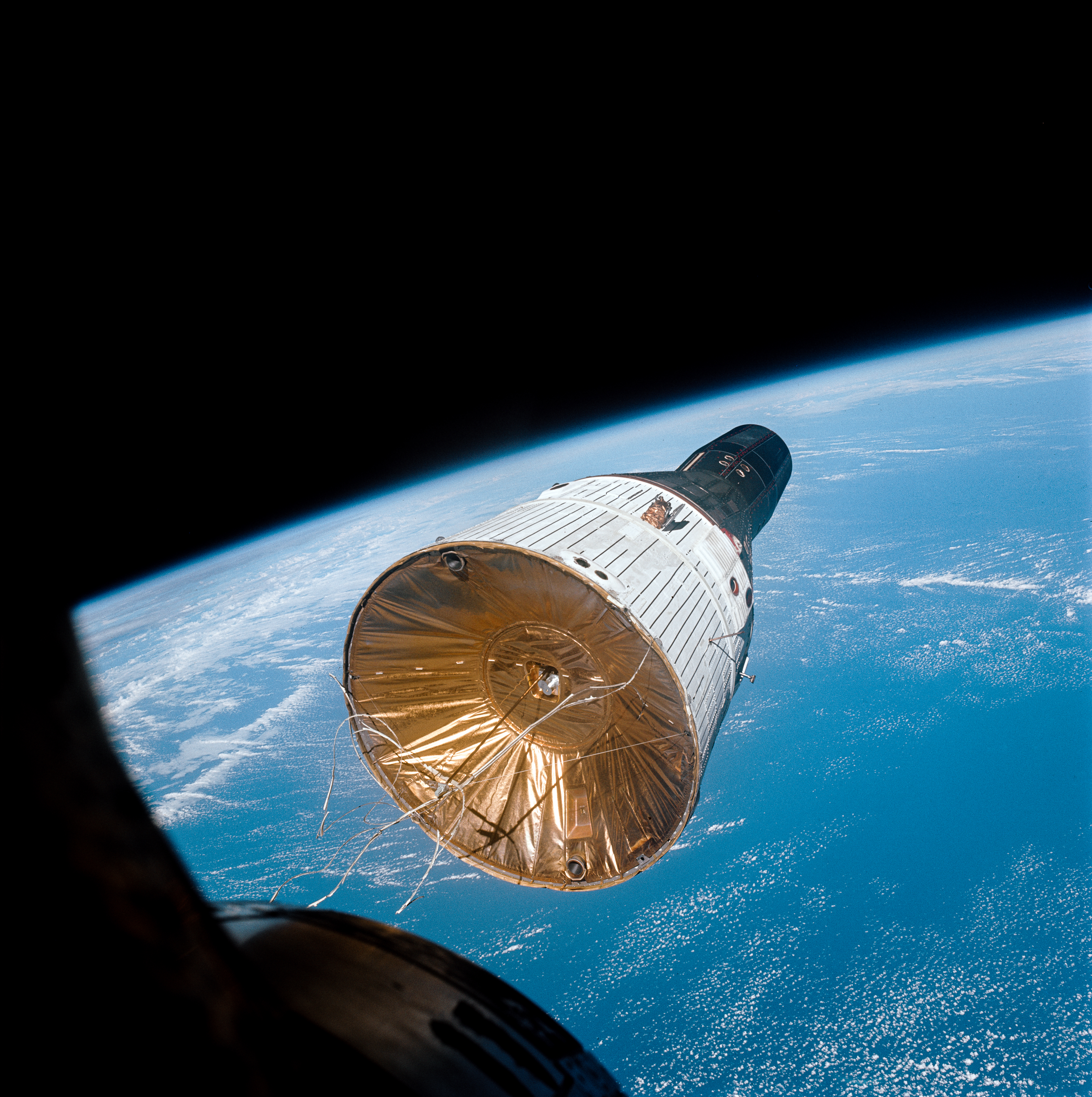
1965: Blick von Gemini 6 auf Gemini 7

- 1965: Mit Walter Schirra und Tom Stafford an Bord startet das Raumschiff Gemini 6A in den Weltraum. Wenige Stunden später erfolgt das erste Treffen zweier bemannter Raumschiffe im Weltraum mit dem seit 4. Dezember im All befindlichen Gemini 7.
- 1965: Der französische Astronom Audouin Dollfus entdeckt den inneren Saturnmond Janus.
- 1965: Die über fünf Kilometer lange Zeeland-Brücke über die Oosterschelde wird von Königin Juliana eröffnet. Es ist die längste Brücke in den Niederlanden.
- 1970: Die sowjetische Raumsonde Venera 7 erreicht die Venus und kann 23 Minuten lang Daten zur Erde senden.
- 1984: Die sowjetische Raumsonde Vega 1 wird zur Erforschung des Planeten Venus und des Kometen Halley gestartet.
- 1987: Die von der niederländischen Firma Gusto Engineering entworfene Micoperi 7000, der zweitleistungsfähigste Schwimmkran und eines der größten Arbeitsschiffe der Welt, wird nach zweijähriger Bauzeit vom italienischen Dienstleister Micoperi in Dienst gestellt.
- 2006: Das US-amerikanische Mehrzweckkampfflugzeug Lockheed Martin F-35 absolviert seinen Erstflug.

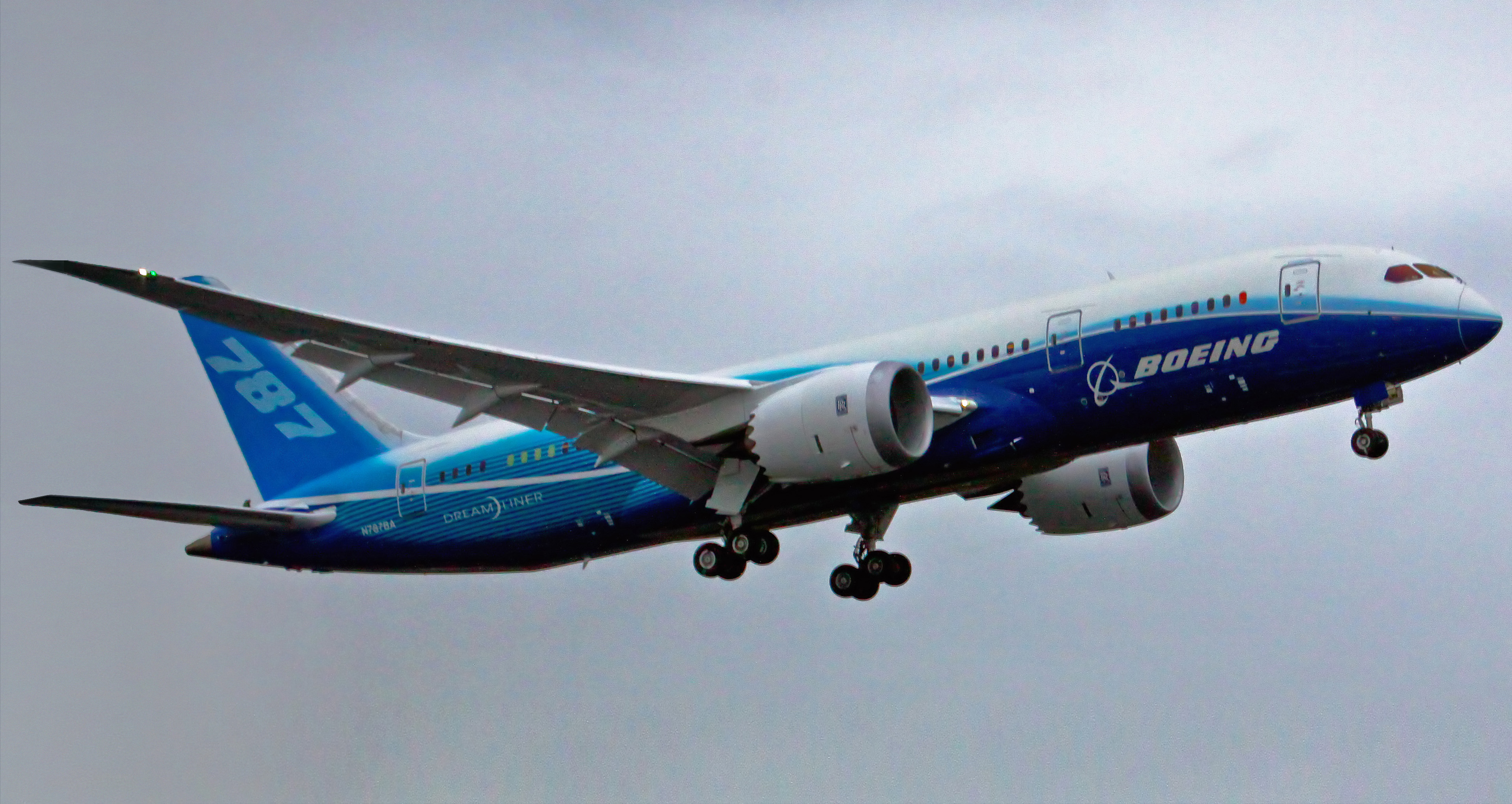
2009: Boeing 787

- 2009: Die Boeing 787 startet zu ihrem Erstflug.

### Kultur
- 1807: Die Oper La vestale von Gaspare Spontini wird an der Pariser Oper uraufgeführt.
- 1832: Die französische Satirezeitschrift Le Charivari druckt die erste Karikatur des Künstlers Honoré Daumier ab, der in den folgenden vierzig Jahren etwa 3.900 Lithografien und Holzstiche aus seiner Hand folgen.

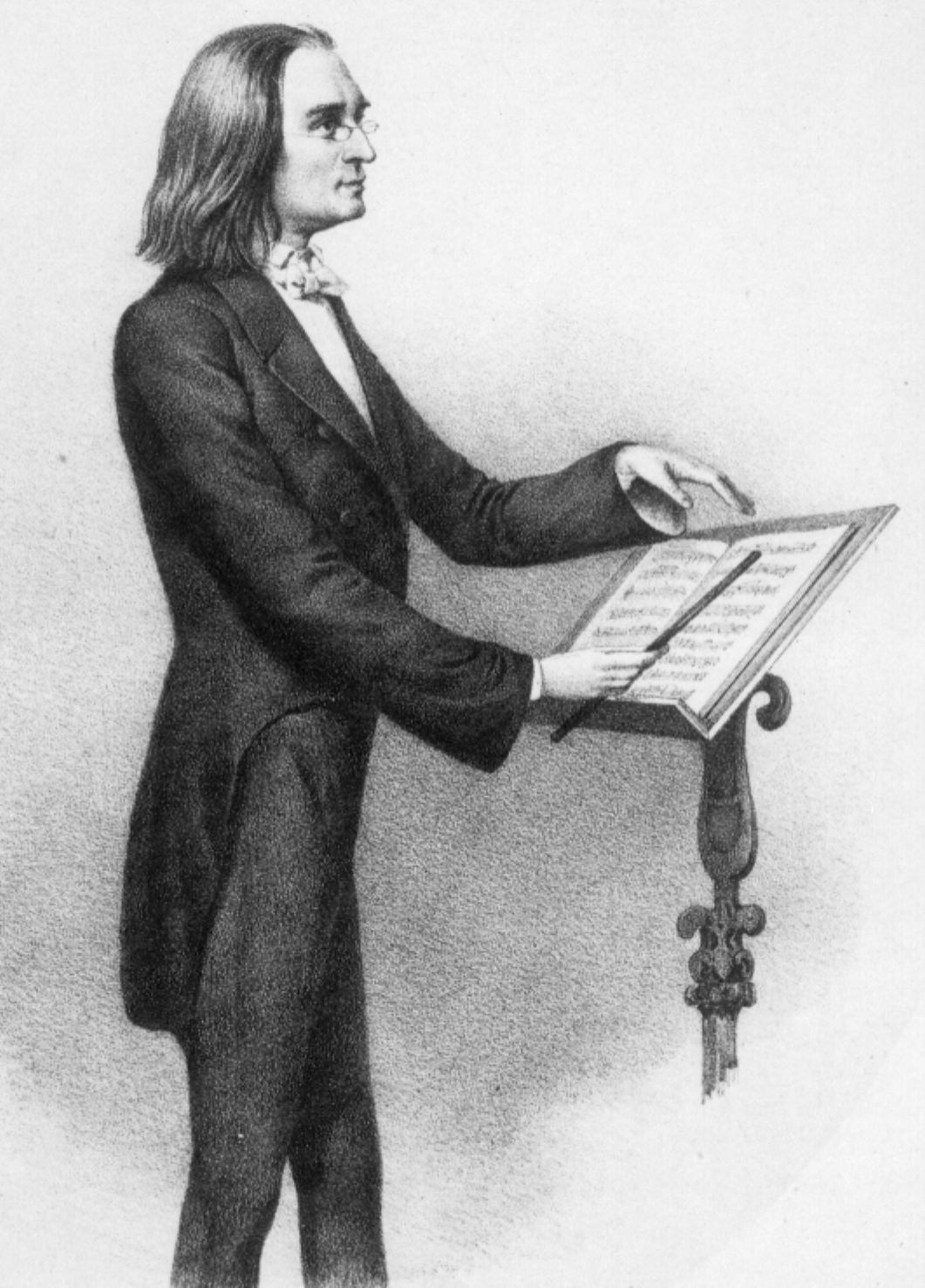
1858: Franz Liszt als Dirigent in Weimar

- 1858: Bei der Uraufführung der komischen Oper Der Barbier von Bagdad von Peter Cornelius am Weimarer Hoftheater kommt es zu einem Eklat, als Gegner des am Dirigentenpult stehenden Franz Liszt die Aufführung stören. Liszt beendet daraufhin seine Tätigkeit als Dirigent in Weimar.
- 1860: Die Bürger-Sänger-Zunft München präsentiert in München erstmals die Bayernhymne, heute die Hymne des Freistaats Bayern.
- 1903: Die erste Ausgabe der Wochenzeitschrift Neue Rundschau erscheint im S. Fischer Verlag in Berlin.
- 1903: Der Deutsche Künstlerbund wird durch die Berliner Secessionisten unter der Präsidentschaft von Leopold Graf von Kalckreuth gegründet.
- 1913: Am Teatro alla Scala di Milano in Mailand erfolgt die Uraufführung der Oper Parisina von Pietro Mascagni.
- 1939: In Atlanta wird mit dem vierstündigen Liebesdrama Vom Winde verweht der bis dahin teuerste Film aller Zeiten uraufgeführt, welcher in der Folge zehn Oscars erhielt und sich zum inflationsbereinigt kommerziell erfolgreichsten Film aller Zeiten entwickelte.
- 1944: In Prag wird der Film Große Freiheit Nr. 7 von Helmut Käutner mit Hans Albers, Ilse Werner und Hans Söhnker uraufgeführt. Eine Aufführung für Deutschland ist 3 Tage zuvor von der nationalsozialistischen Prüfstelle verboten worden.
- 1979: Bei einer Partie Scrabble entsteht bei Scott Abbott und Chris Haney in Montreal die Idee, selbst ein eigenes Brettspiel zu entwickeln. Damit wird die Grundkonzeption von Trivial Pursuit geboren.
- 1984: Das von George Michael komponierte Stück Last Christmas der Popgruppe Wham!, einer der meistgespielten Popsongs in der Weihnachtszeit, wird bei Epic Records veröffentlicht.

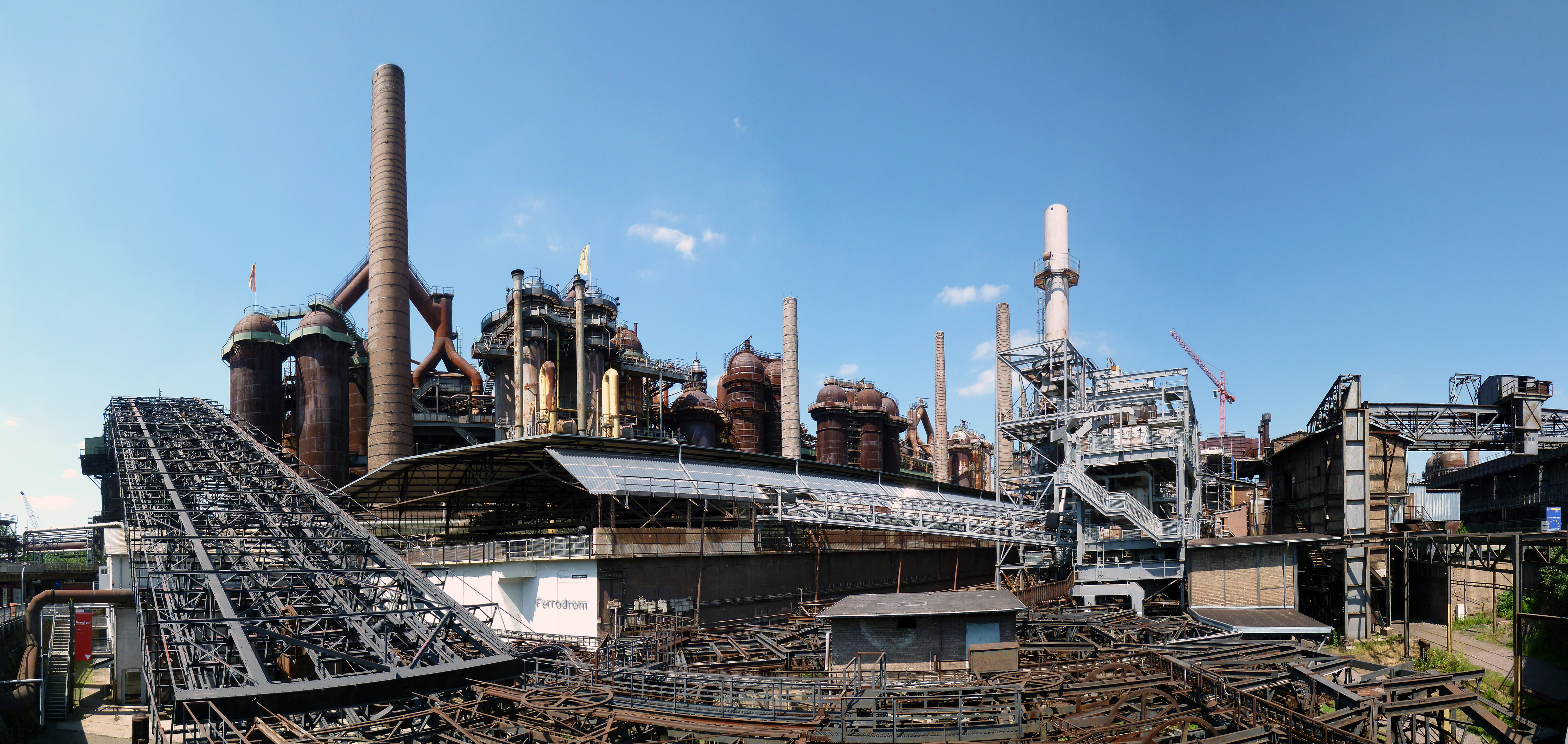
2010: Die Völklinger Hütte

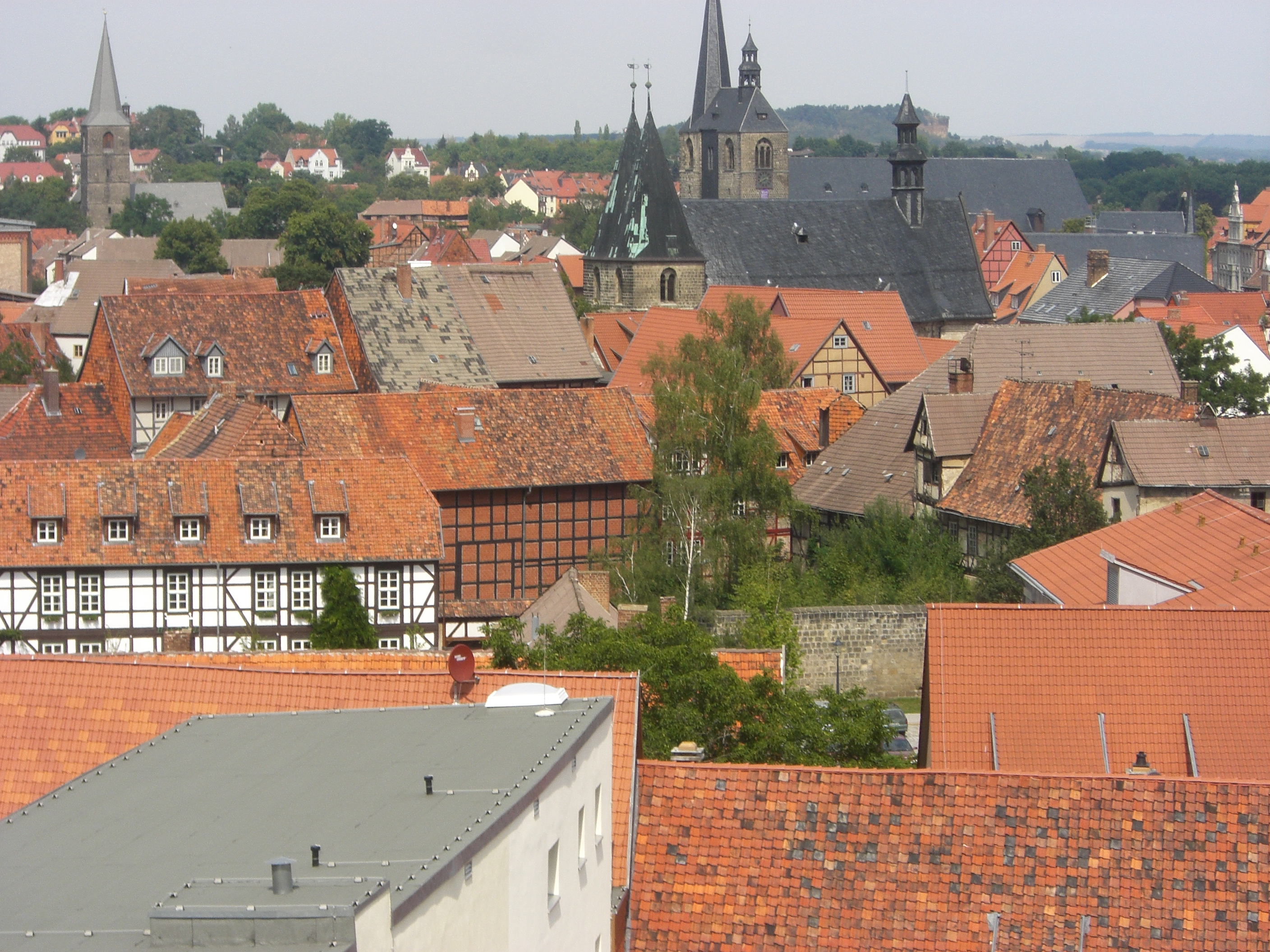
1994: Quedlinburg

- 1994: Die Altstadt von Quedlinburg in Sachsen-Anhalt und die Eisenhütten von Völklingen im Saarland kommen auf die UNESCO-Weltkulturerbe-Liste.
- 1995: Der US-amerikanische Spielfilm Heat des Regisseurs Michael Mann kommt in den USA in die Kinos.
- 2000: In Paris wird die Oper El Niño von John Adams uraufgeführt.
- 2001: Nach über elf Jahre dauernden Arbeiten zur Bauwerksicherung wird der Schiefe Turm von Pisa wieder für das Publikum zur Besteigung geöffnet.

### Gesellschaft
- 1809: Napoleon gibt die Scheidung von Kaiserin Joséphine bekannt. Sie wird am 10. Januar 1810 vollzogen.
- 1960: Der belgische König Baudouin I. heiratet die spanische Adlige Fabiola Mora y Aragón.

### Religion
- 0687: Der vom Volk in Rom und vom einfachen Klerus gewählte Sergius I. wird Papst.
- 1124: Coelestin II. wird in Rom als Gegenpapst zu Honorius II. gewählt, verzichtet aber schon tags darauf auf das Amt, woraufhin Honorius II. in einer erneuten kanonischen Wahl endgültig in seinem Amt bestätigt werden kann.

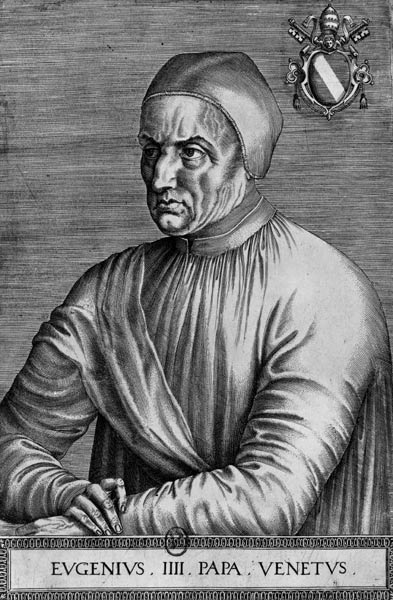
1433: Papst Eugen IV.

- 1433: Mit der Bulle Dudum sacrum erkennt Papst Eugen IV. auf Druck von Kaiser Sigismund das Konzil von Basel als rechtmäßig an, das er mit seiner Bulle Quoniam alto 1431 zu untersagen versucht hatte. Der Text der Bulle beruht in seinen Grundzügen auf dem Vorschlag des Kardinals Giuliano Cesarini.

### Katastrophen
- 1881: Die Staumauer El Habra in Algerien bricht. Die Wassermassen verursachen bis zu 250 Todesopfer.
- 1967: Die Silver Bridge, welche den Ohio River in Point Pleasant (West Virginia) überbrückt, kollabiert aufgrund von Korrosion und Materialermüdung. 46 Menschen verlieren dabei ihr Leben.
- 1970: Der Untergang der südkoreanischen Fähre Namyong Ho in der Koreastraße kostet 308 Menschenleben.
- 1999: In Venezuela kommt es aufgrund wochenlanger, ungewöhnlich intensiver Regenfälle in der Küstenregion zu katastrophalen Erdrutschen. Vor allem in dem vor Caracas gelegenen Bundesstaat Vargas werden mehrere Ortschaften zum Teil völlig von Schlamm begraben. In ganz Venezuela fordern die andauernden Unwetter 15.000 bis 50.000 Tote und mindestens 150.000 werden obdachlos.

Kleinere Unglücksfälle sind in den Unterartikeln von Katastrophe und in der Liste von Katastrophen aufgeführt.

### Sport
- 1895: BTSV Eintracht Braunschweig wird als Cricket- und Fußball-Club Eintracht Braunschweig gegründet.
- 1935: Der Niederländer Max Euwe wird fünfter Weltmeister im Schach. Er schlägt seinen Vorgänger, den Exilrussen Alexander Aljechin, in der Schachweltmeisterschaft 1935 mit 15,5 zu 14,5.
- 1990: Durch Beitritt des Deutschen Turn- und Sportbunds (DTSB) der DDR zum Deutschen Sportbund (DSB) entsteht ein gesamtdeutscher Sport-Dachverband mit zu dieser Zeit rund 24 Mio. Mitgliedern.
- 1995: Der Europäische Gerichtshof verkündet die sogenannte Bosman-Entscheidung, bei der das bisherige Transfersystem im europäischen Profi-Fußball für rechtswidrig erklärt wird. Das Urteil verbietet Ablösesummen nach Vertragsende für Profisportler innerhalb der EU und erklärt Ausländerrestriktionen für ungültig.

Einträge von Leichtathletik-Weltrekorden befinden sich unter der jeweiligen Disziplin unter Leichtathletik.

## Geboren

### Vor dem 18. Jahrhundert

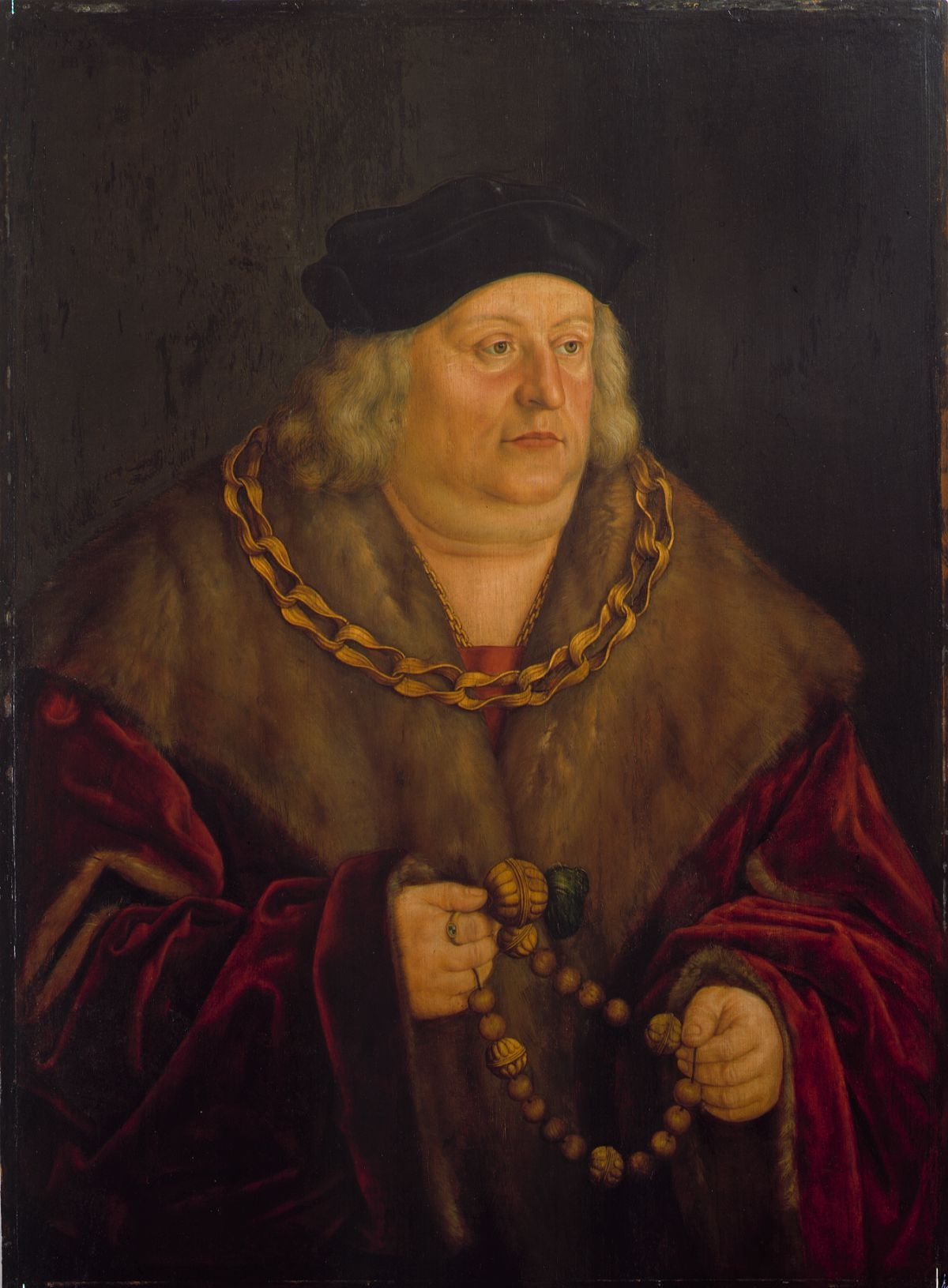
Albrecht IV. (* 1447)

- 0037: Nero, römischer Kaiser
- 0130: Lucius Verus, römischer Mitkaiser
- 1242: Munetaka, sechster Shōgun Japans
- 1250: al-ʿAllāma al-Hillī, schiitischer Theologe
- 1273: Aymon (Savoyen), Graf von Savoyen
- 1447: Albrecht IV. („der Weise“), Herzog von Bayern
- 1488: Ferdinand, Herzog von Kalabrien
- 1515: Maria von Sachsen, Herzogin von Pommern-Wolgast
- 1517: Giacomo Gaggini, sizilianischer Bildhauer
- 1531: Bernardo Buontalenti, italienischer Maler, Architekt und Theatermaschinist
- 1567: Christoph Demantius, deutscher Komponist
- 1582: Arnold Engelbrecht, Kanzler des Fürstentums Braunschweig-Wolfenbüttel
- 1588: Adolf Friedrich I., Herzog zu Mecklenburg
- 1595: Jerzy Ossoliński, polnisch-litauischer Staatsmann
- 1613: Georg Heß, deutscher Pädagoge
- 1624: Valerio Castello, italienischer Maler und Freskant
- 1654: Johann Theodor Jablonski, deutscher Pädagoge und Lexikograf
- 1657: Michel-Richard Delalande, französischer Komponist
- 1667: Ernst Ludwig, Landgraf von Hessen-Darmstadt
- 1675: Georges Polier de Bottens, Schweizer evangelischer Theologe und Hochschullehrer
- 1695: Benigna Marie Reuß zu Ebersdorf, deutsche Kirchenlieddichterin

### 18. Jahrhundert

Sabina Elisabeth Oelgard von Bassewitz (* 1716)

- 1716: Sabina Elisabeth Oelgard von Bassewitz, deutsche Schriftstellerin
- 1719: Ludwig IX., Landgraf von Hessen-Darmstadt
- 1720: Clemens August von Ketteler, Domherr in Münster, Worms und Osnabrück
- 1721: Johann Samuel Diterich, deutscher Kirchenlieddichter
- 1732: Wenceslaus Johann Gustav Karsten, deutscher Mathematiker
- 1732: Carl Gotthard Langhans, deutscher Architekt
- 1734: George Romney, britischer Maler
- 1742: Francisco Antonio García Carrasco, spanischer Offizier und Gouverneur von Chile
- 1744: Eberhard von der Recke, deutscher Jurist und Politiker
- 1752: André da Silva Gomes, brasilianischer Komponist
- 1753: Giuseppe Avanzini, italienischer römisch-katholischer Geistlicher, Mathematiker und Physiker
- 1760: David Heinrich Hoppe, deutscher Arzt, Botaniker, Apotheker und Insektenkundler
- 1769: Johann Bernhard Jacob Behrends, deutscher Mediziner
- 1775: Sir Phineas Riall, britischer General
- 1777: Agostino Aglio, italienischer Maler, Kupferstecher und Lithograph
- 1778: Godert Alexander Gerard Philip van der Capellen, niederländischer Politiker
- 1784: Ludwig Devrient, deutscher Schauspieler
- 1793: Jakob von Albertini, Schweizer Politiker
- 1793: Henry Charles Carey, US-amerikanischer Nationalökonom
- 1796: Johann Franz Ahn, deutscher Lehrer
- 1797: Johann Konrad Irmischer, deutscher evangelischer Theologe und Bibliothekar

### 19. Jahrhundert

#### 1801–1850
- 1801: Karl August Freyer, deutsch-polnischer Organist und Komponist
- 1801: Friedrich Christian Wilhelm Karl Sell, deutscher evangelischer Theologe
- 1802: János Bolyai, ungarischer Mathematiker
- 1804: Wiktor Jakowlewitsch Bunjakowski, russischer Mathematiker
- 1804: Ernst Rietschel, deutscher Bildhauer des Spätklassizismus
- 1810: Peter Andreas Munch, norwegischer Historiker
- 1815: Garnett Adrain, US-amerikanischer Politiker, Mitglied des Repräsentantenhauses
- 1815: David Atwood, US-amerikanischer Politiker, Mitglied des Repräsentantenhauses
- 1821: Roderich von Erckert, deutscher Ethnograph, Kartograph und Offizier in russischen Diensten
- 1824: Friedrich Eduard Krichauff, deutsch-australischer Botaniker und Politiker
- 1826: Louis-Joseph-Marie-Ange Vigne, französischer Geistlicher und römisch-katholischer Erzbischof von Avignon
- 1827: Henri d’Arbois de Jubainville, französischer Keltologe und Historiker
- 1827: Joseph Halévy, französischer Orientalist und Afrikareisender
- 1828: Friedrich Bormann, deutscher Eisenbahndirektor und Mitglied des Deutschen Reichstags
- 1830: Rudolph Anton, deutscher Jurist und Politiker, MdL
- 1831: Guillaume de Pury, Schweizer Auswanderer, Winzer und Lokalpolitiker
- 1832: Alexandre Gustave Eiffel, französischer Ingenieur
- 1834: Joseph Ignaz von Ah, Schweizer katholischer Priester, Zeitungsmann und Schriftsteller
- 1834: Gijsbert Hendrik Lamers, niederländischer reformierter Theologe
- 1834: Charles A. Young, US-amerikanischer Astrophysiker
- 1839: Hilarius von Sexten, österreichischer Kapuziner und Moraltheologe
- 1840: Jules Danbé, französischer Dirigent und Geiger
- 1842: Armes Beaumont, australischer Sänger
- 1843: Heinrich Josef Maria Abel, katholischer Priester und Jesuit
- 1843: Heinrich Schaumberger, deutscher Dichter und Erzähler
- 1845: Johann Auderer, deutscher Zigarrenarbeiter und Politiker, MdL
- 1849ː Josefine Pagay, österreichische Theaterschauspielerin

#### 1851–1875

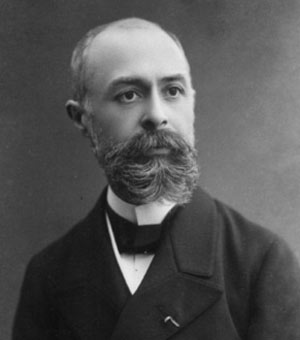
Antoine Henri Becquerel (* 1852)

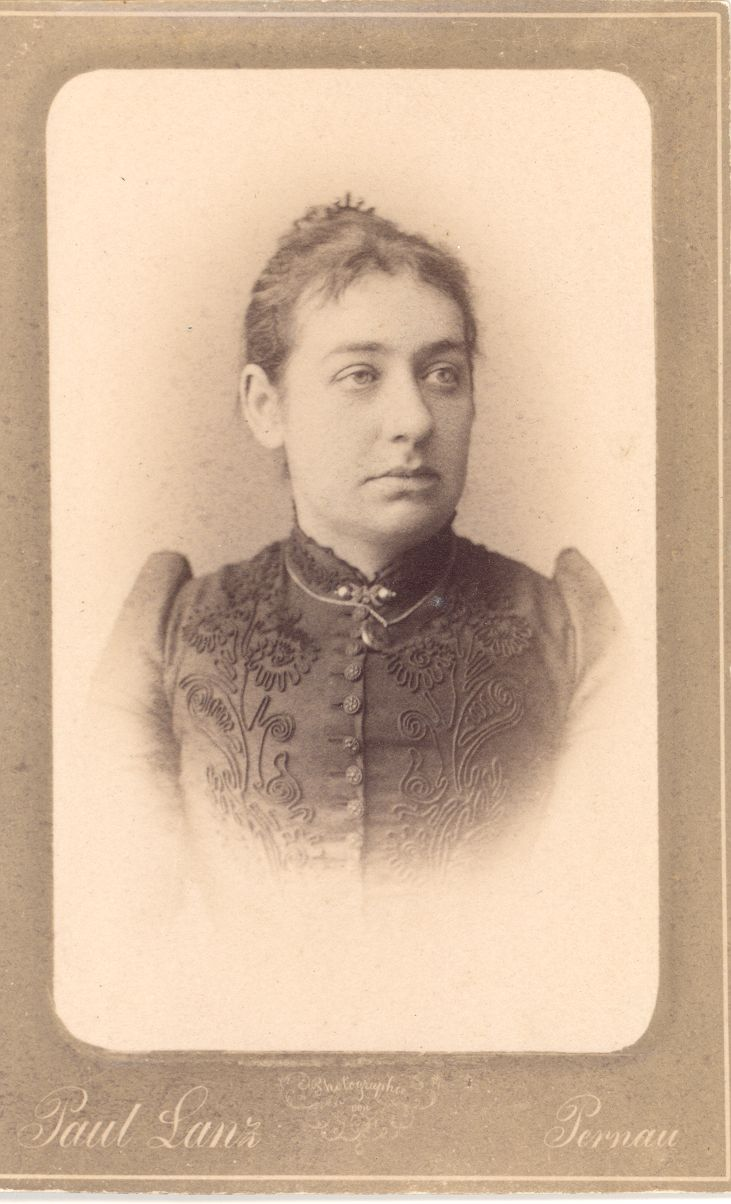
Elisabeth Aspe (* 1860)

- 1851: Felix Kardinal von Hartmann, deutscher Theologe, Bischof von Münster, Erzbischof von Köln
- 1852: Antoine Henri Becquerel, französischer Physiker und Nobelpreisträger
- 1853: Theodor von Frimmel, österreichischer Kunsthistoriker und Musikwissenschaftler
- 1855: Josef Klička, tschechischer Organist, Komponist, Dirigent, Geiger und Pädagoge
- 1857: Eugeniusz Pankiewicz, polnischer Komponist und Pianist
- 1859: Ludwik Lejzer Zamenhof, polnischer Arzt, Begründer der Plansprache Esperanto
- 1860: Elisabeth Aspe, estnische Schriftstellerin
- 1860: Niels Ryberg Finsen, dänischer Arzt, Nobelpreisträger
- 1863: Wilhelm Schulze, deutscher Altphilologe und Indogermanist
- 1865ː Theodora Elisabeth Vollmöller, deutsche Schriftstellerin und Frauenrechtlerin
- 1867: Edith Lucy Austin, britische Tennisspielerin
- 1870: Josef Hoffmann, österreichischer Architekt und Designer
- 1870: Alexander Lion, deutscher Arzt, Mitbegründer der deutschen Pfadfinderbewegung
- 1870: Richard McBride, kanadischer Politiker
- 1871: Max Wulff, deutscher Maler, Grafiker und Illustrator
- 1875: Friedrich Niggli, Schweizer Komponist und Musikpädagoge
- 1875: Luigi Pigarelli, italienischer Jurist und Komponist

#### 1876–1900

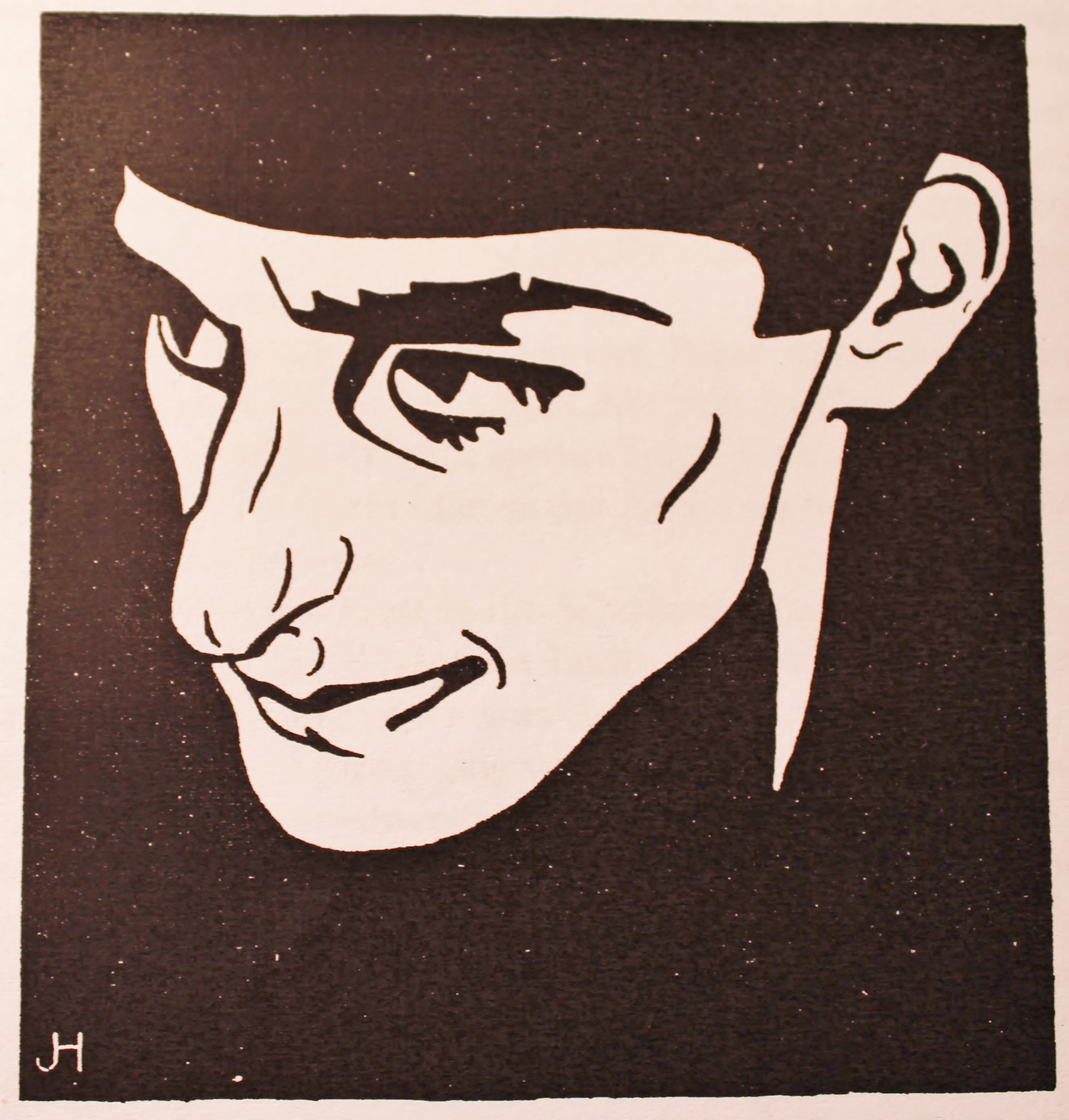
Ferdinand Hardekopf (* 1876)

- 1876: Ferdinand Hardekopf, deutscher Journalist, Schriftsteller, Lyriker und Übersetzer
- 1876ː Frida Piper-von Buhl, deutsche Winzerin
- 1878: Hans Carossa, deutscher Lyriker und Autor
- 1878: Albert Colomb, französischer Automobilrennfahrer
- 1879: Rudolf von Laban, ungarischer Tänzer und Choreograph
- 1880: Erwin Ackerknecht, deutscher Volksbibliothekar
- 1880: Maria Ansorge, deutsche Politikerin, MdR, MdB

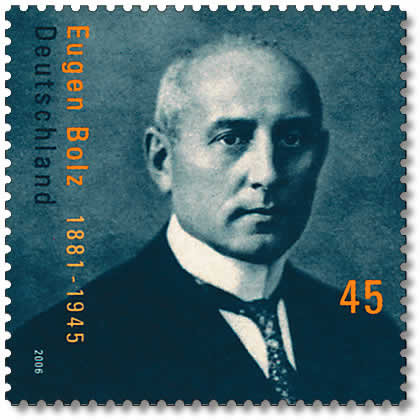
Eugen Bolz (* 1881)

- 1881: Eugen Bolz, deutscher Politiker und Widerstandskämpfer
- 1883: Gioacchino Armano, italienischer Fußballspieler
- 1883: Leonhard Grebe, deutscher Physiker
- 1884: Willem Eijmers, niederländischer Fußballschiedsrichter
- 1884: Karl Wilhelm Rosenmund, deutscher Chemiker
- 1884: Paul Schmitthenner, deutscher Architekt
- 1885: Hans Wehberg, deutscher Völkerrechtslehrer
- 1887: Oswald Kroh, deutscher Pädagoge und Psychologe
- 1888: Maxwell Anderson, US-amerikanischer Dramatiker
- 1888: Aloys Heuvers, deutscher Maschinenbau-Ingenieur
- 1889: Kurt Adams, deutscher Politiker
- 1889: Kai Senstius, dänischer Komponist
- 1890: Gerhard Arndt, deutscher Landwirt und Politiker
- 1891: Alvin Pleasant Carter, US-amerikanischer Country-Sänger

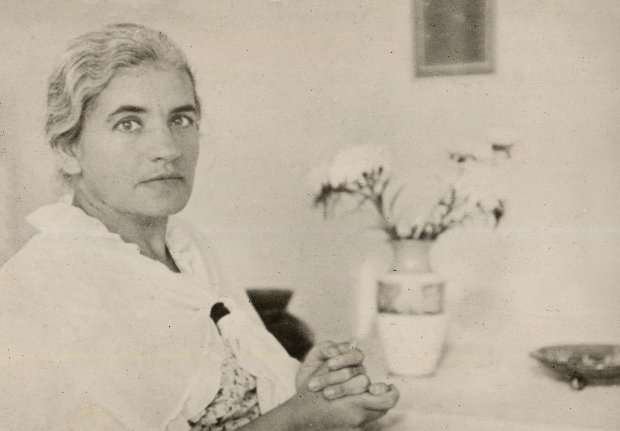
Zenta Mauriņa (* 1897)

- 1891: Karl Wilhelm Meissner, deutsch-US-amerikanischer Physiker
- 1891: David Wijnveldt, niederländischer Fußballspieler
- 1892: José María Castro, argentinischer Komponist
- 1892: J. Paul Getty, US-amerikanischer Unternehmer
- 1894: Albert Siebenmorgen, deutscher Fotograf, Maler, Heimatforscher
- 1894: Jost Trier, deutscher Germanist
- 1894: Ellen Widmann Schweizer Schauspielerin
- 1895: Ottomar Anton, deutscher Maler, Grafiker und Hochschullehrer
- 1895: Walter Boenicke, deutscher General
- 1895: William Katz, deutscher Lehrer und Theologe jüdischen Glaubens
- 1897: Theodor Busse, deutscher General
- 1897: Kamura Isota, japanischer Schriftsteller
- 1897: Zenta Mauriņa, lettische Schriftstellerin
- 1898: Ernst Goldenbaum, deutscher Politiker, Minister für Land- und Forstwirtschaft der DDR
- 1899: Harold Abrahams, britischer Leichtathlet
- 1899: Alfred Ahrens, deutscher Politiker
- 1900: Arnold Pauli, Schweizer Sänger, Chorleiter und Komponist
- 1900: Otto Schmirgal, deutscher Kommunist und Widerstandskämpfer
- 1900: Fritz Skorzeny, österreichischer Komponist und Musikkritiker

### 20. Jahrhundert

#### 1901–1925
- 1902: Bernard Lige Austin, US-amerikanischer Vizeadmiral
- 1903: Henri de Gavardie, französischer Militär und Automobilrennfahrer
- 1904: Herbert Blankenhorn, deutscher Diplomat
- 1905: Ferenc Farkas, ungarischer Komponist
- 1906: George Whelan Anderson junior, US-amerikanischer Admiral
- 1906: Gustav Maier, deutscher Ruderer
- 1906: Yamamuro Shizuka, japanischer Literatur- und Kulturkritiker

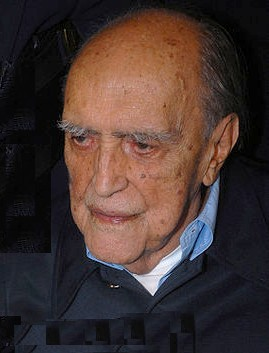
Oscar Niemeyer (* 1907)

- 1907: Oscar Niemeyer, brasilianischer Architekt
- 1907: Nikolai Nikitin, russischer Architekt
- 1908: Karl Ackermann, deutscher Journalist und Verleger
- 1908: Walter Glöckler, deutscher Automobil- und Motorradrennfahrer und Automobilkonstrukteur
- 1909: Alfred Neumann, deutscher Politiker, Mitglied des Politbüros des ZK der SED, Minister für Materialwirtschaft der DDR
- 1909: Hans Ernst Schneider, deutscher Literaturwissenschaftler
- 1909: Toni Zeller, deutscher Skilangläufer und -springer
- 1910: John Hammond, US-amerikanischer Plattenproduzent, Musiker und Musikkritiker
- 1911: William Hilsley, deutsch-britischer Komponist, Musiker und Musikpädagoge
- 1911: Stan Kenton, US-amerikanischer Pianist und Komponist
- 1912: Ray Eames, US-amerikanische Designerin
- 1913: Walt Ader, US-amerikanischer Automobilrennfahrer
- 1914: Gheorghe Dumitrescu, rumänischer Komponist
- 1915: Isabel Crook, kanadische Anthropologin und Soziologin chinesischer Herkunft

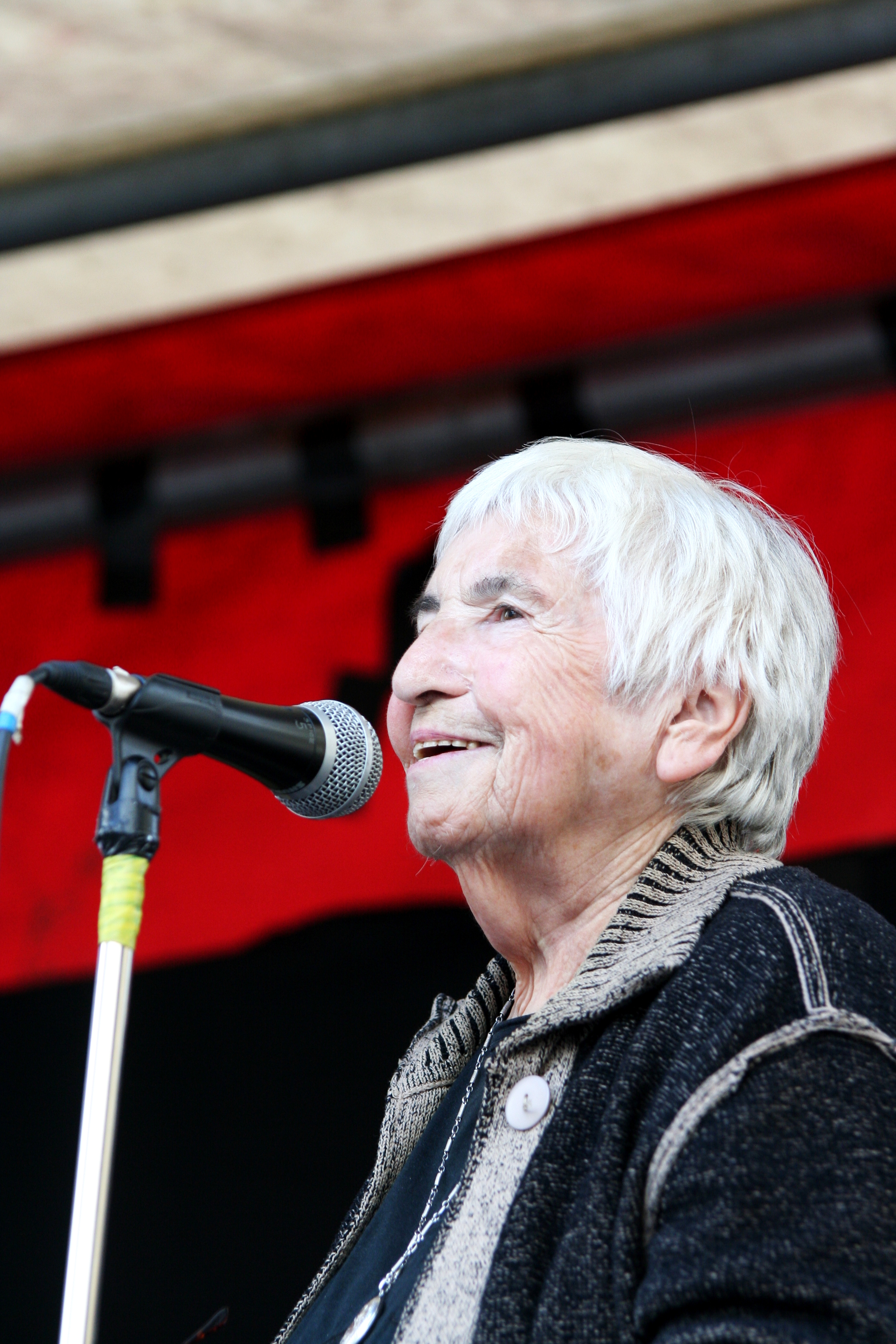
Esther Bejarano (* 1924)

- 1916: Kenshiro Abe, japanischer Jūdō-Lehrer
- 1916: Maurice Hugh Frederick Wilkins, neuseeländischer Physiker
- 1917: Karl-Günther von Hase, deutscher Offizier, Diplomat und Intendant
- 1917: Hilde Zadek, deutsch-österreichische Sopranistin und Gesangspädagogin
- 1918: Jeff Chandler, US-amerikanischer Schauspieler
- 1919: Gustav Niermann, deutscher Landwirt und Politiker, MdL, Landesminister
- 1919: Johfra Bosschart, niederländischer Künstler
- 1920: Vlastimil Brodský, tschechischer Schauspieler
- 1920: Howard Cable, kanadischer Dirigent, Arrangeur und Komponist
- 1920: Albert Memmi, tunesischer Schriftsteller und Soziologe
- 1921: Alan Freed, US-amerikanischer Discjockey
- 1921: Evelyn Künneke, deutsche Sängerin und Schauspielerin
- 1922: Angelika Hauff, österreichische Schauspielerin
- 1922: Kurt Weidemann, deutscher Autor und Grafikdesigner, Lehrer und Typograf
- 1923: Uzi Gal, israelischer Waffentechniker
- 1923: Inge Keller, deutsche Schauspielerin
- 1923: Leon Niemczyk, polnischer Schauspieler
- 1923: Harri Parschau, deutscher Karikaturist
- 1924: Quido Adamec, tschechischer Eishockeyschiedsrichter
- 1924: Esther Béjarano, letzte deutsche Überlebende des Mädchenorchesters von Auschwitz
- 1924: Mirza Khan, pakistanischer Leichtathlet
- 1925: Bert Hellinger, deutscher Familientherapeut und Autor
- 1925: Günther Ungeheuer, deutscher Schauspieler

#### 1926–1950

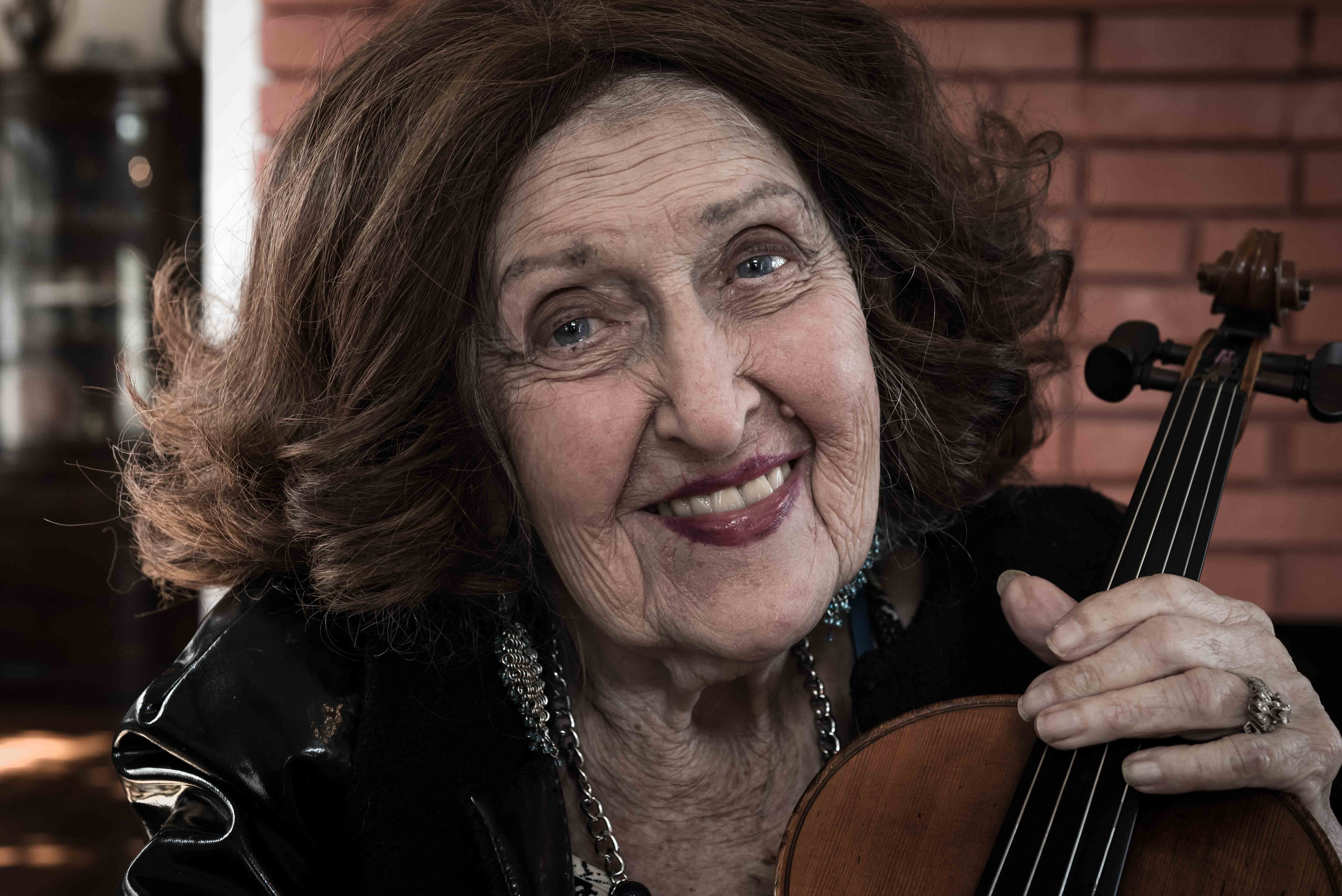
Ida Haendel (* 1928)

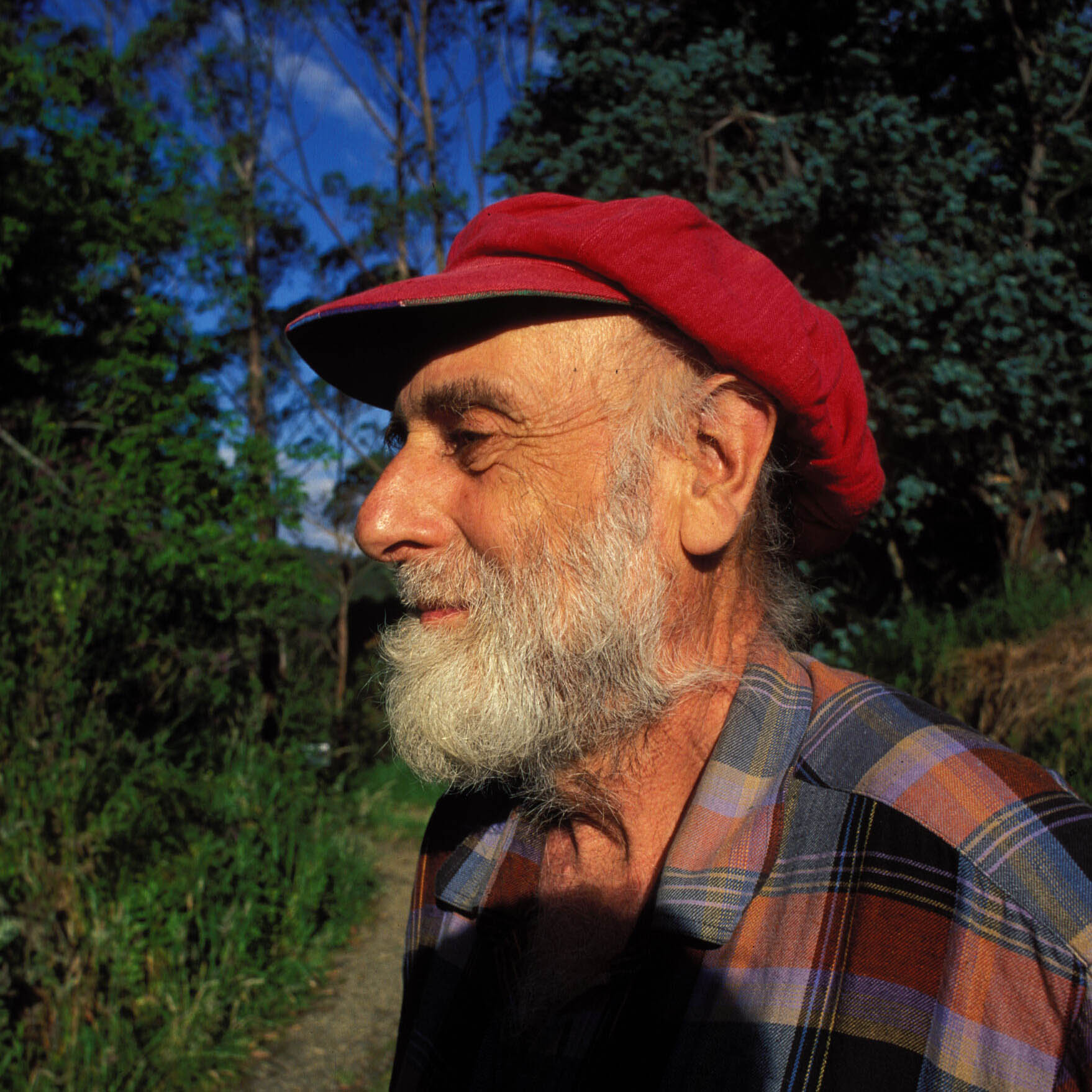
Friedensreich Hundertwasser (* 1928)

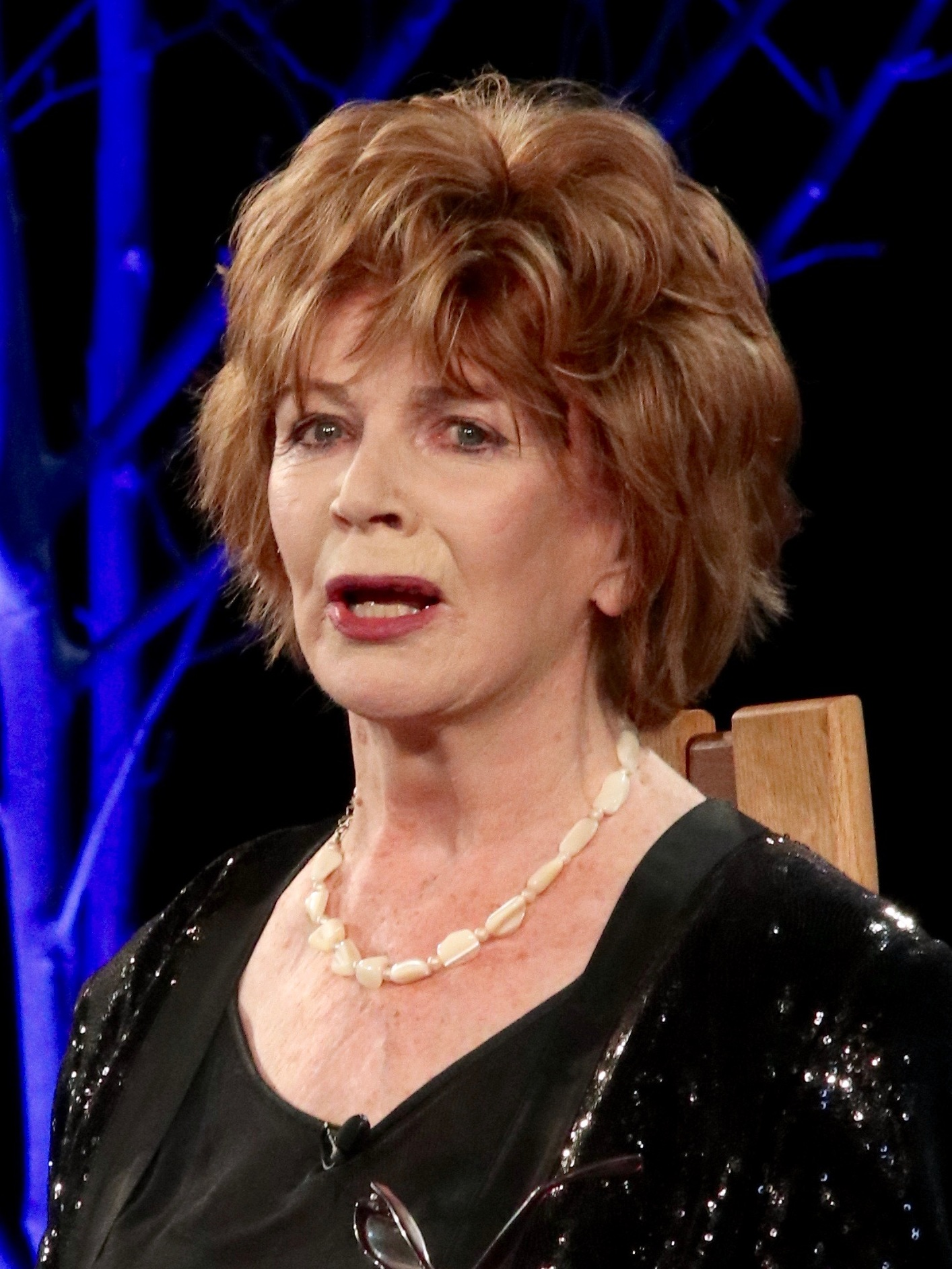
Edna O’Brien (* 1930)

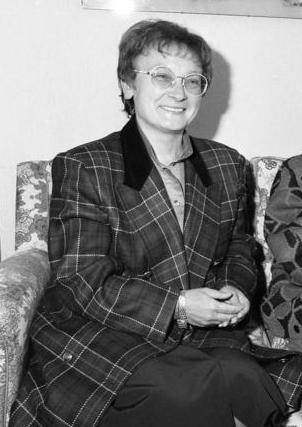
Irmgard Karwatzki (* 1940)

- 1926: Emmanuel Wamala, ugandischer Priester, Erzbischof von Kampala und Kardinal
- 1926: Karl Wienand, deutscher Politiker, MdB, Agent der DDR-Staatssicherheit
- 1927ː Lisa Beck, deutsche Grafikerin und Professorin für Schriftgestaltung
- 1927: William MacKey, US-amerikanischer Automobilrennfahrer
- 1928: Ernie Ashworth, US-amerikanischer Country-Musiker
- 1928: Ida Haendel, britisch-polnische Violinistin und Violinpädagogin
- 1928: Friedensreich Hundertwasser, österreichischer Maler und Architekt
- 1928: Jerry Wallace, US-amerikanischer Pop- und Country-Sänger
- 1929: Herfried Apel, deutscher Wirtschaftsmanager
- 1930: Ueli Beck, Schweizer Schauspieler und Radiomoderator
- 1930: Erich Hauser, deutscher Bildhauer
- 1930: Henri Kagan, französischer Chemiker
- 1930: Nodar Mamissaschwili, georgischer Komponist, Musiktheoretiker und Hochschullehrer
- 1930: Antonietta Meo, italienisches Mädchen, ehrwürdige Dienerin Gottes
- 1930: Edna O’Brien, irische Schriftstellerin
- 1931: Klaus Rifbjerg, dänischer Schriftsteller
- 1931: Peter Schmidhuber, deutscher Jurist und Politiker, MdB, MdL, Landesminister, Mitglied der EU-Kommission
- 1932: Jesse Belvin, US-amerikanischer Sänger und Pianist
- 1932ː Marion Poppen, deutsche Politikerin (SPD), MdBB
- 1932: Igor Štuhec, slowenischer Komponist
- 1933: Donald Woods, südafrikanischer Journalist und Anti-Apartheid-Aktivist
- 1934: Abdullahi Yusuf Ahmed, somalischer Politiker
- 1934: Mohamed Farah Aidid, somalischer Führer
- 1934: Guremu Demboba, äthiopischer Radsportler
- 1934: Curtis Fuller, US-amerikanischer Jazzposaunist
- 1934: Oleg Golowanow, sowjetischer Ruderer und russischer Rudertrainer, Olympiasieger
- 1934: Raina Kabaivanska, bulgarische Sängerin
- 1934ː Elisa Montés, spanische Schauspielerin
- 1934: Stanislau Schuschkewitsch, belarussischer Wissenschaftler und Politiker, Staatspräsident
- 1936: Joe D’Amato, italienischer Filmregisseur
- 1936: Christine Ostermayer, österreichische Schauspielerin
- 1936: Eddie Palmieri, US-amerikanischer Pianist und Orchesterleiter
- 1937: Sotìr Ferrara, italienischer Bischof der Eparchie Piana degli Albanesi
- 1937: Andreas Klaus, deutscher Motorradrennfahrer
- 1938: Michael Bogdanov, britischer Regisseur
- 1938: Manfred Lautenschläger, deutscher Unternehmer und Mäzen
- 1938: Billy Shaw, US-amerikanischer American-Football-Spieler
- 1938: Juan Carlos Wasmosy, paraguayischer Unternehmer und Staatspräsident
- 1939: Cindy Birdsong, US-amerikanische Soulsängerin
- 1939: Nicolaus A. Huber, deutscher Komponist
- 1940: Irmgard Karwatzki, deutsche Politikerin, MdB, Parlamentarische Staatssekretärin
- 1940: Barbara Valentin, deutsche Schauspielerin
- 1940: Nikol Voigtländer, deutscher Schauspieler und Regisseur
- 1942: Dave Clark, britischer Musiker und Songschreiber
- 1943: Elke Mascha Blankenburg, deutsche Kirchenmusikerin und Dirigentin
- 1943: Volker Lange, deutscher Politiker
- 1943: Edmundo Luis Flavio Abastoflor Montero, bolivianischer Erzbischof
- 1943: Txomin Perurena, spanischer Radrennfahrer
- 1944: Chico Mendes, brasilianischer Kautschukzapfer, Gründer der Kautschukzapfergewerkschaft
- 1946: Carmine Appice, US-amerikanischer Musiker, Sänger und Songschreiber
- 1946: Comunardo Niccolai, italienischer Fußballspieler und -trainer
- 1946: Žarko Puhovski, kroatischer Philosoph, Mitgründer der ersten unabhängigen politischen Organisation Jugoslawiens
- 1947: Erwin Ortner, österreichischer Chorleiter und Dirigent
- 1947: Wahei Tatematsu, japanischer Schriftsteller
- 1947: George Tucker, puerto-ricanischer Rennrodler und Physiker
- 1948: Patricia Cowings, amerikanische Raumfahrt-Psychophysiologin
- 1948: Cassandra Harris, australische Filmschauspielerin
- 1948: Ammante Jalmaani, philippinischer Schwimmer
- 1949: Irineu Andreassa, brasilianischer Bischof von Lages
- 1949: Don Johnson, US-amerikanischer Sänger und Schauspieler
- 1950: Alain Flotard, französischer Automobilrennfahrer
- 1950: Jerry Grossman, US-amerikanischer Cellist
- 1950: Boris Gryslow, russischer Politiker, Innenminister, Vorsitzender der Duma
- 1950: Stjepko Gut, serbischer Jazztrompeter und -flügelhornist
- 1950: Rainer Gutjahr, deutscher Kameramann
- 1950: Sophy, puerto-ricanische Sängerin

#### 1951–1975
- 1951: Armin Pahlke, deutscher Jurist
- 1952: Lee Aronsohn, US-amerikanischer Fernsehproduzent und -drehbuchautor
- 1952: Allan Simonsen, dänischer Fußballspieler
- 1952: Julie Taymor, US-amerikanische Regisseurin
- 1954: Jürgen Reinholz, deutscher Politiker, MdL, Landesminister
- 1954: Mark R. Warner, US-amerikanischer Politiker, Gouverneur von Virginia, Senator
- 1955: Norbert Ballhaus, deutscher Kommunalpolitiker, Bürgermeister von Moers

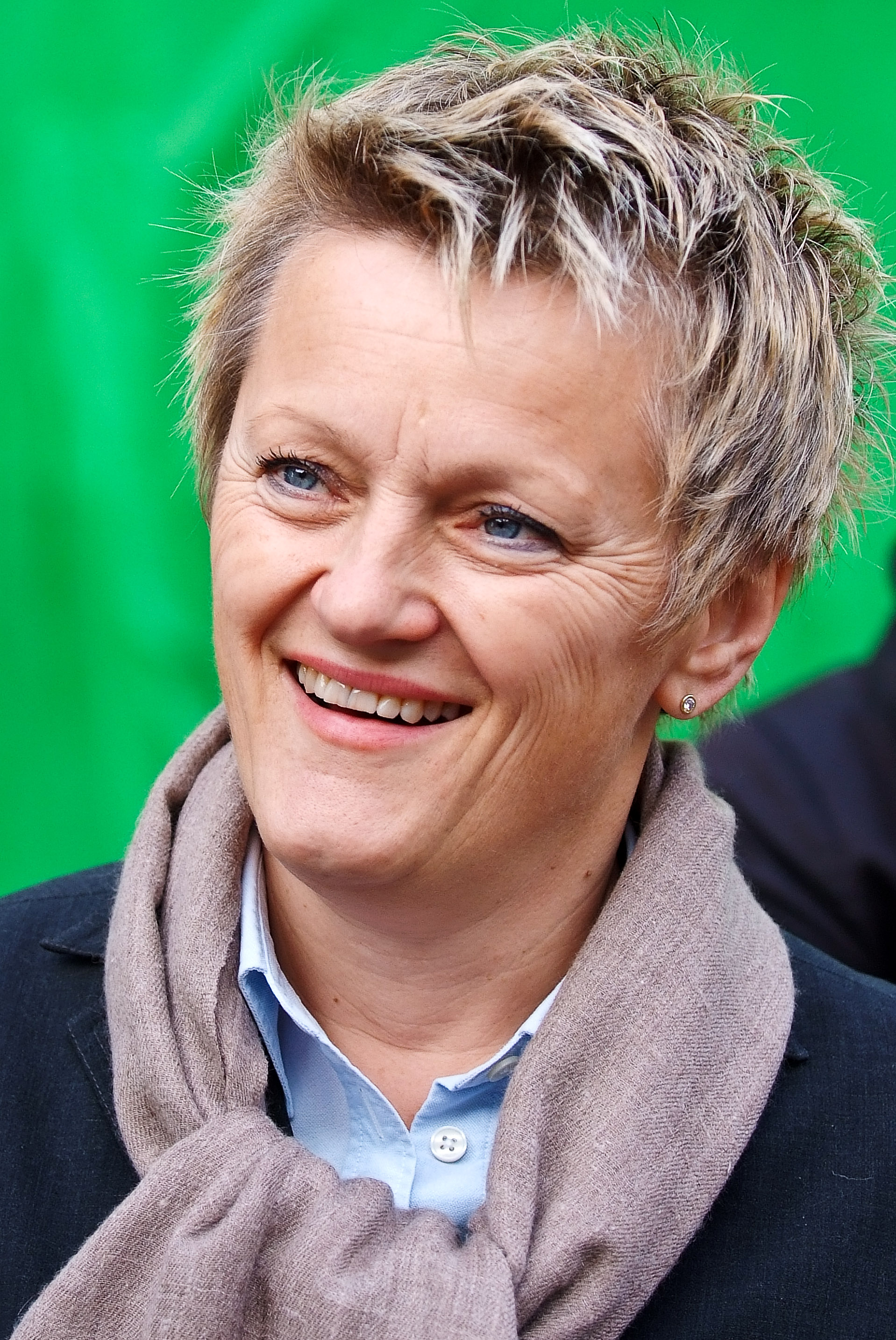
Renate Künast (* 1955)

- 1955: Renate Künast, deutsche Politikerin, MdA, MdB, Bundesministerin
- 1955: Paul Simonon, britischer Musiker, Sänger und Songschreiber
- 1956: Mark Hummel, US-amerikanischer Mundharmonikaspieler
- 1956: William Orbit, britischer Musikproduzent
- 1958: Aziza Jalal, marokkanische Sängerin
- 1958: Britta Jänicke, deutsche Handballspielerin und Para-Leichtathletin
- 1958: Stephan Weil, deutscher Politiker, Oberbürgermeister von Hannover, MdL, Ministerpräsident von Niedersachsen
- 1958: Alfredo Ormando, italienischer Theologe und Schleifer
- 1959: Ariel Auslender, deutscher Bildhauer und Maler
- 1959: Hugh Russell, nordirischer Boxer
- 1961: Sylvie Andrieux, französische Politikerin, Abgeordnete der Nationalversammlung
- 1961: Karin Resetarits, österreichische Journalistin und Politikerin, MdEP
- 1962: Ingo Schulze, deutscher Schriftsteller
- 1963: Lilija Nurutdinowa, russische Mittelstreckenläuferin, Weltmeisterin, Olympiamedaillengewinnerin
- 1963: Helen Slater, US-amerikanische Schauspielerin
- 1965: Clayton Nemrow, deutscher Schauspieler
- 1966: Max Angelelli, italienischer Automobilrennfahrer
- 1966: Katja von Garnier, deutsche Filmregisseurin
- 1968: Garrett Wang, US-amerikanischer Schauspieler
- 1969: Rick Law, US-amerikanischer Comiczeichner
- 1969: Nick Moss, US-amerikanischer Bluesmusiker
- 1969: Marion Poschmann, deutsche Autorin
- 1970: Michael Shanks, kanadischer Schauspieler
- 1971: Eva Pons, deutsche Pianistin und Dirigentin
- 1972: Roland Evers, deutscher Sportjournalist
- 1972: Sete Gibernau, spanischer Motorradrennfahrer
- 1972: Lee Jung-jae, südkoreanischer Schauspieler
- 1973: Ryoo Seung-wan, südkoreanischer Regisseur und Schauspieler
- 1975: Werner Lupberger, südafrikanischer Automobilrennfahrer
- 1975: Thomas Schürmann, deutscher Fernsehmoderator

#### 1976–2000

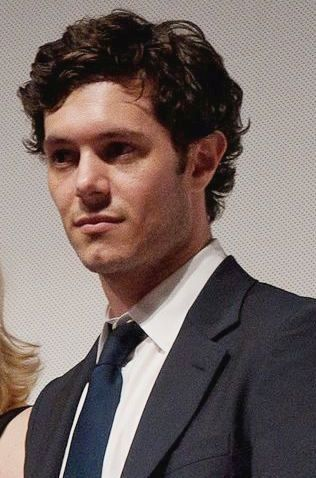
Adam Brody (* 1979)

- 1976: Claudia Lässer, Schweizer Fernsehmoderatorin
- 1977: Mehmet Aurélio, türkischer Fußballspieler
- 1977: Gong Zhichao, chinesische Badmintonspielerin, Olympiasiegerin
- 1977: Nadja Zwanziger, deutsche Schauspielerin
- 1979: Adam Brody, US-amerikanischer Schauspieler

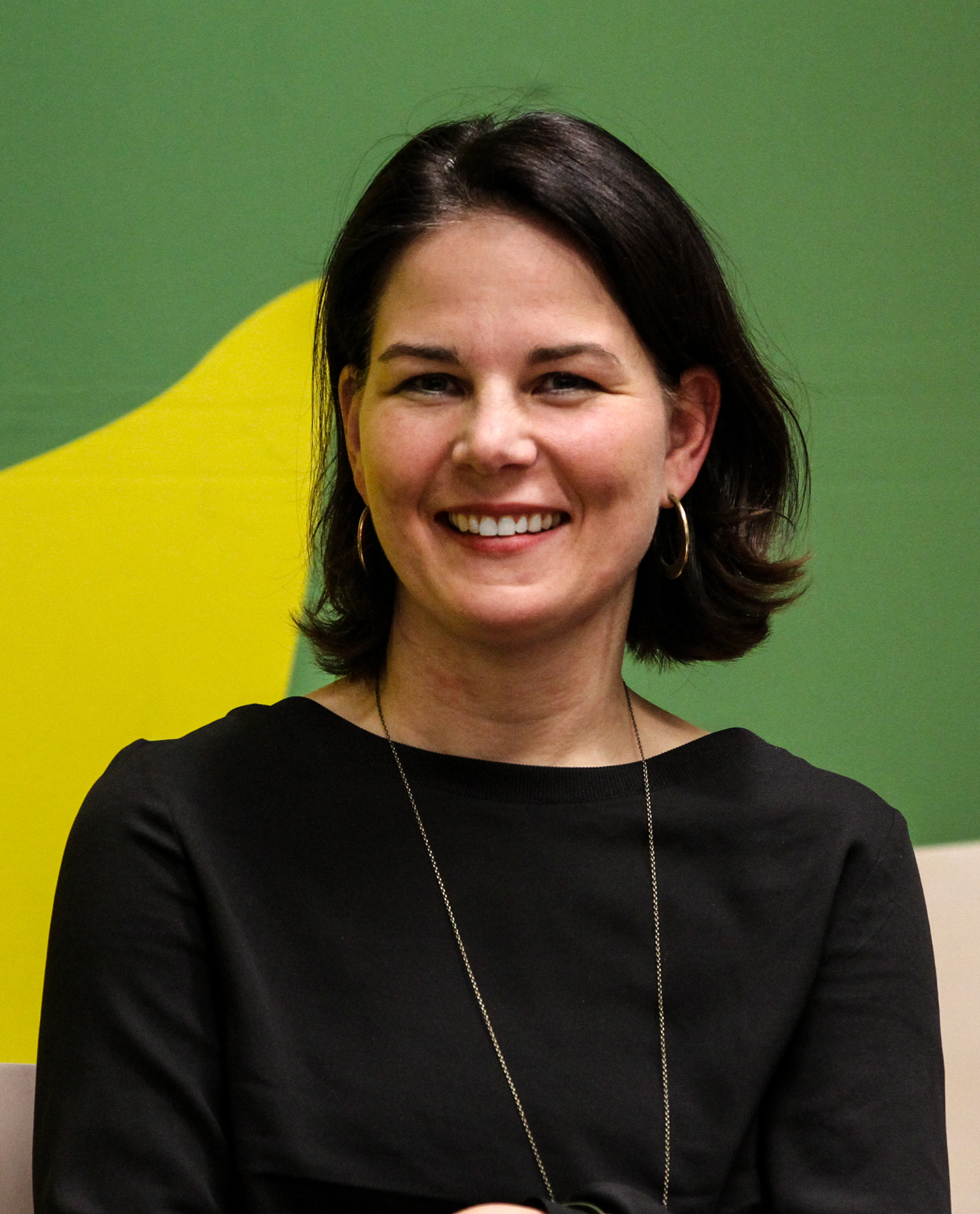
Annalena Baerbock (* 1980)

- 1980: Annalena Baerbock, deutsche Politikerin, Parteivorsitzende der Grünen
- 1980: Maxim Birbrajer, kasachisch-israelischer Eishockeyspieler
- 1980: Anne Spiegel, deutsche Politikerin
- 1981: Brendan Fletcher, kanadischer Schauspieler
- 1981: Hossam Ghaly, ägyptischer Fußballspieler
- 1981: Roman Anatoljewitsch Pawljutschenko, russischer Fußballspieler
- 1982: Christina Nimand Hansen, dänische Handballspielerin
- 1982: Konstantin Sakkas, deutscher Wissenschaftsjournalist und Publizist
- 1983: Komlan Amewou, togoischer Fußballspieler
- 1983: Jamie Heaslip, irischer Rugbyspieler
- 1983: Zlatan Ljubijankič, slowenischer Fußballspieler
- 1983: Viran Morros, spanischer Handballspieler
- 1983: Wolfgang Strobel, deutscher Handballspieler
- 1984: Martin Škrtel, slowakischer Fußballspieler
- 1985: Adi Rocha, brasilianischer Fußballspieler
- 1986: Sören Gonther, deutscher Fußballspieler
- 1986: Keylor Navas, costa-ricanischer Fußballspieler
- 1986: Boris Pandža, bosnisch-herzegowinisch-kroatischer Fußballspieler
- 1987: Júlia Smidéliusz, ungarische Handballspielerin
- 1988: Alicia Endemann, deutsche Schauspielerin
- 1989: Aaron Cresswell, englischer Fußballspieler
- 1989: Edgar Prib, deutsch-russischer Fußballspieler
- 1990: Xenia Georgia Assenza, deutsche Schauspielerin
- 1990: Juliane Wurm, deutsche Sportkletterin
- 1990: Lena Zagst, deutsche Politikerin, MdHB
- 1991: Conor Daly, US-amerikanischer Automobilrennfahrer
- 1991: Maximilian Gehrlinger, deutscher Schauspieler
- 1991: Pierre-Michel Lasogga, deutscher Fußballspieler
- 1992: Jesse Lingard, englischer Fußballspieler
- 1993: Victor Belmondo, französischer Theater- und Filmschauspieler
- 1994: Jakob Johnson, deutscher American-Football-Spieler
- 1995: Mike De Decker, belgischer Dartspieler
- 1995: Felicia Lu Kürbiß, deutsche Sängerin
- 1996: Julia Windischbauer, österreichische Schauspielerin
- 1997: Manuela Malsiner, italienische Skispringerin
- 1997: Zack Moss, US-amerikanischer American-Football-Spieler
- 1997: Lina Larissa Strahl, deutsche Schauspielerin
- 1998: Somkiat Chantra, thailändischer Motorradrennfahrer

## Gestorben

### Vor dem 16. Jahrhundert
- 0855: Folcuin, Bischof von Thérouanne
- 1025: Basileios II., byzantinischer Kaiser
- 1038: Wilhelm VI., Herzog von Aquitanien und Graf von Poitou
- 1072: Alp Arslan, zweiter Sultan der Seljuk-Türken
- 1112: Gottschalk, Bischof von Minden
- 1158: Friedrich II. von Berg, Erzbischof von Köln
- 1190: Arnold, Bischof von Osnabrück
- 1191: Welf VI., Markgraf von Tuszien, Herzog von Spoleto; Stifter des Klosters Steingaden
- 1213: Gottfried, Abt des Benediktinerklosters in Münsterschwarzach

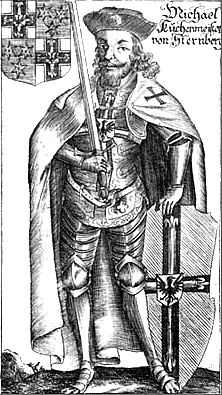
Michael Küchmeister († 1423)

- 1230: Ottokar I. Přemysl, König von Böhmen
- 1248: Laurentius Hispanus, Kanonist und Bischof von Orense
- 1263: Håkon Håkonsson, König von Norwegen
- 1317: Maria von Beuthen, Königin von Ungarn
- 1359: Johann I., Graf von Ziegenhain, Graf von Nidda und Hochvogt des Klosters Fulda
- 1379: John Arundel, englischer Militär
- 1423: Michael Küchmeister, 28. Hochmeister des Deutschen Ordens
- 1434: Enrique de Villena, spanischer Gelehrter, Autor und Übersetzer
- 1467: Jöns Bengtsson Oxenstierna, Erzbischof von Uppsala und Reichsverweser von Schweden
- 1489: Johann III. Beckenschlager, Erzbischof von Gran und Salzburg
- 1489: Simon Marmion, französisch-flämischer Maler und Illuminator
- 1500: Pero Vaz de Caminha, portugiesischer Seefahrer und Schreiber von Pedro Alvares Cabral

### 16. bis 18. Jahrhundert
- 1507: Aleidis Raiscop, deutsche Benediktinerin und Schriftstellerin
- 1535: Christoph Kreß von Kressenstein, deutscher Bürgermeister und Politiker
- 1541: Johanna van der Gheynst, niederländische Bürgerin und Geliebte Kaiser Karls V.
- 1551: Rudolf Schenk zu Schweinsberg, Rat des Landgrafen von Hessen
- 1570: Friedrich III., Herzog von Haynau und Liegnitz
- 1598: Philips van Marnix, niederländischer Politiker, Schriftsteller und Übersetzer
- 1618: Anna, Kaiserin des Heiligen Römischen Reichs
- 1621: Charles d’Albert, Herzog von Luynes, französischer Staatsmann und Connétable von Frankreich, Berater König Ludwigs XIII.
- 1634: Eugenio Cajés, spanisch-italienischer Maler, Freskant, Stuckateur und Vergolder

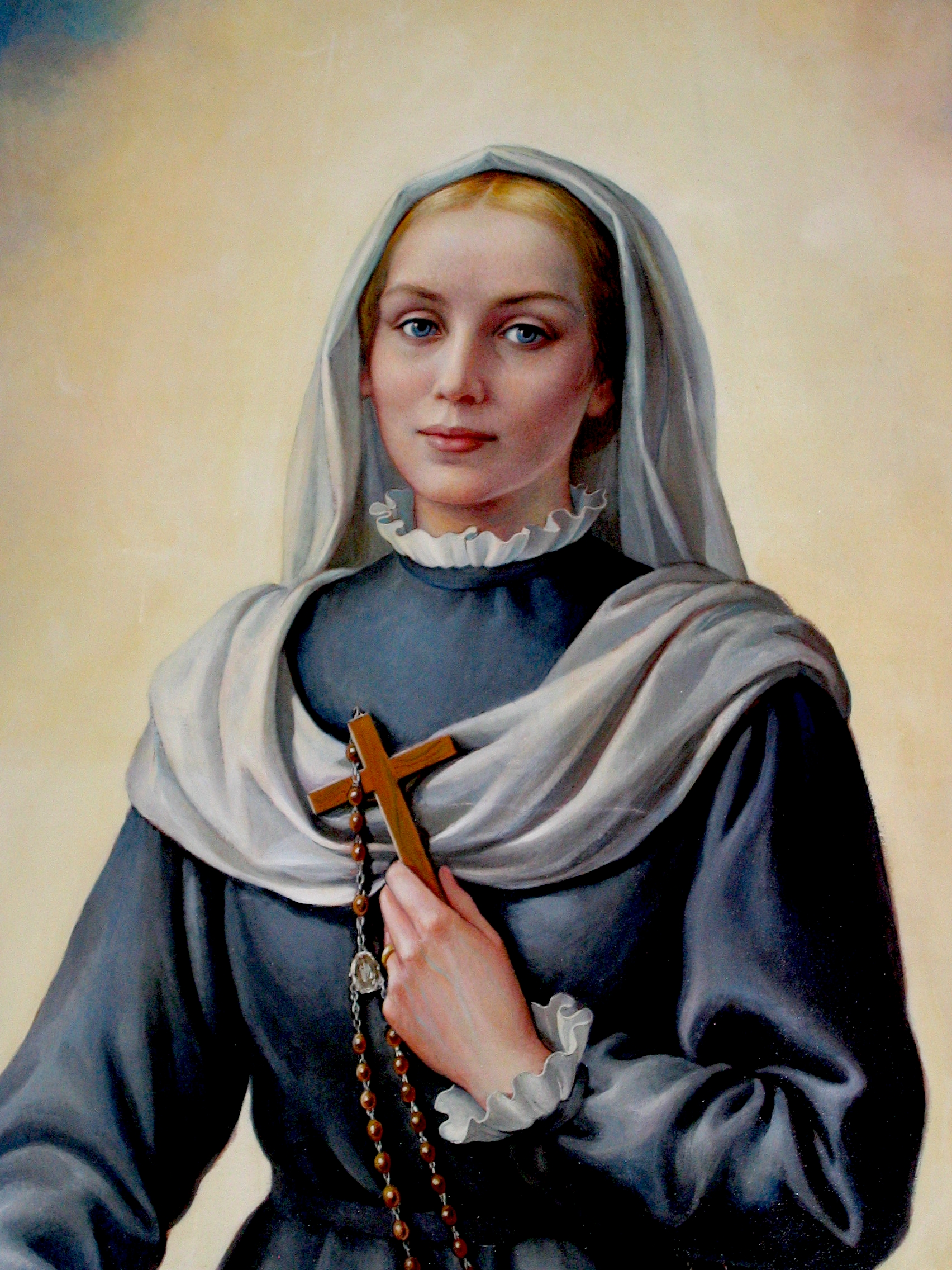
Hl. Virginia Centurione Bracelli († 1651)

- 1651: Virginia Centurione Bracelli, italienische Wohltäterin, Ordensgründerin und Mystikerin
- 1653: Paris von Lodron, Erzbischof von Salzburg
- 1660: Martino Longhi der Jüngere, italienischer Architekt
- 1672: Johann Brunnemann, deutscher Jurist

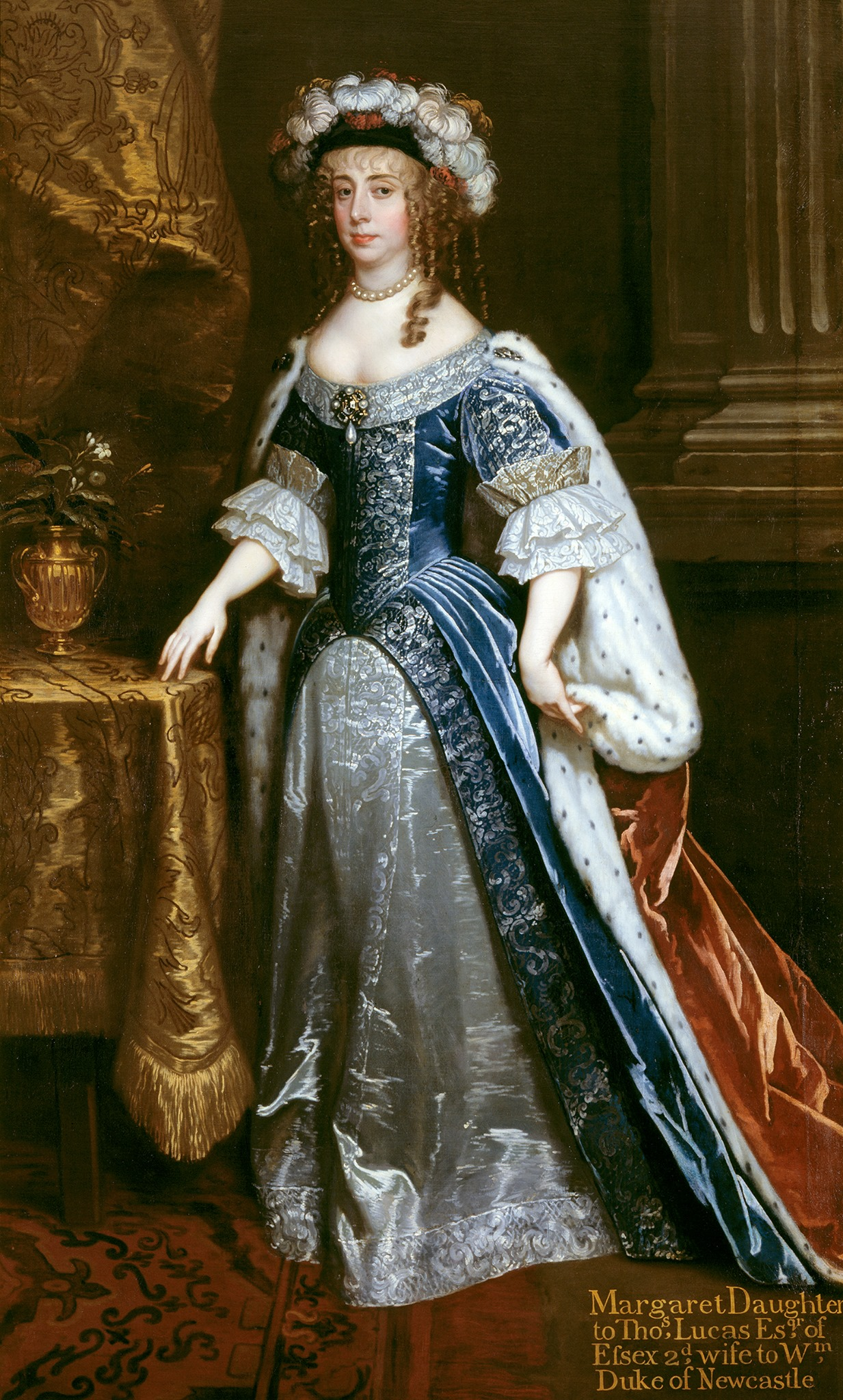
Margaret Cavendish († 1673)

- 1673: Margaret Cavendish, englische Adlige, Schriftstellerin, Philosophin und Wissenschaftlerin
- 1675: Jan Vermeer, niederländischer Maler
- 1682: Johann Helfrich Dexbach, deutscher Rechtswissenschaftler
- 1683: Mikołaj Hieronim Sieniawski, Feldhetman der polnischen Krone
- 1683: Izaak Walton, englischer Schriftsteller
- 1691: Hendrik Adriaan van Rheede tot Draakenstein, niederländischer Gouverneur von Cochin
- 1692: Georg Adam Struve, deutscher Jurist
- 1713: Carlo Maratta, italienischer Maler
- 1710: Albert Anton, Graf von Schwarzburg-Rudolstadt
- 1722: Joseph I., deutsch-böhmischer Adeliger, Fürst von Schwarzenberg
- 1727: Georg Daniel von Buttlar, Ritter des Deutschen Ordens
- 1732: Johann Baptist von Garelli, Leibarzt von drei Kaisern
- 1735: Johann Christian Neupauer, Wiener Stadtrat, Stadtoberkämmerer
- 1736: Johann Georg Zierenberg, Stadtvogt im Herzogtum Bremen
- 1738: Pedro de Arrieta, spanischer Baumeister
- 1747: Anselm Reichlin von Meldegg, Fürstabt von Kempten
- 1748: Joseph Winkler, österreichischer Bildhauer und Steinmetz
- 1749: Shahu I., indischer Regent
- 1766: Adam Stanislaus Grabowski, Bischof von Kulm, Kujawien und Ermland
- 1766: Carlo Tessarini, italienischer Violinist und Komponist
- 1775: Jelisaweta Alexejewna Tarakanowa, russische Thronprätendentin
- 1783: Ahmad ibn Said, Imam von Oman
- 1784: Friedrich Groschuff, deutscher Philologe
- 1792: Joseph Martin Kraus, deutsch-schwedischer Komponist
- 1796: Anthony Wayne, US-amerikanischer General und Politiker
- 1799: Mathias Obermayr, deutscher Bildhauer und Stuckateur

### 19. Jahrhundert
- 1815: Giuseppe Bossi, italienischer Maler und Autor
- 1817: Johann von Andrássy, ungarischer Militär
- 1818: Joseph Ludwig Colmar, Bischof von Mainz
- 1824: Thomas Henderson, US-amerikanischer Politiker
- 1830: Moritz Kellerhoven, deutscher Porträtmaler und Radierer
- 1839: Mathieu Ignace van Brée, belgischer Maler, Bildhauer und Architekt
- 1848: Franz Sinesius Weissenbach, Schweizer Jurist und Politiker
- 1852: Józef Damse, polnischer Komponist
- 1855: Frederik Meltzer, norwegischer Kaufmann und Politiker
- 1857: George Cayley, englischer Erfinder der Wissenschaft des Fluges
- 1878: Nikolai Chanykow, russischer Forschungsreisender
- 1878: Calvin Galusha Coolidge, US-amerikanischer Farmer und Politiker
- 1879: John Rochaix, Schweizer Agrarwissenschaftler und Politiker
- 1885: Ferdinand II., König von Portugal
- 1887: Adolf von Arnim-Boitzenburg, deutscher Politiker
- 1888: Alexander von Hessen-Darmstadt, Prinz von Hessen und bei Rhein, Begründer des Hauses Battenberg
- 1889: Carl Lampe, Leipziger Unternehmer, Kunstmäzen und Pionier des Eisenbahnwesens

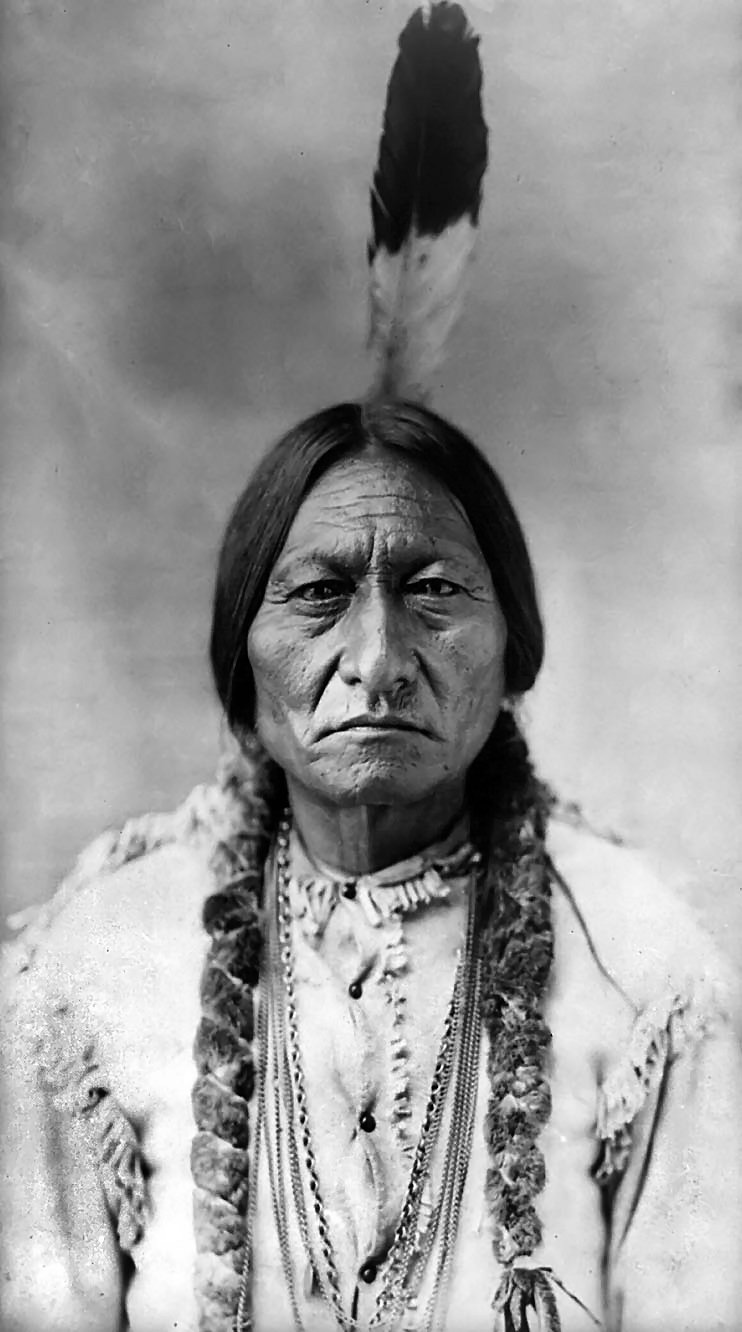
Sitting Bull († 1890)

- 1890: Sitting Bull, indianischer Stammeshäuptling und Medizinmann der Hunkpapa-Lakota-Sioux
- 1892ː Marie Gebhard, deutsche Theosophin
- 1895: Oun Kham, König von Luang Phrabang
- 1898: Giovanni Arcioni, Schweizer Schriftsteller
- 1898: Wilhelm Franz Speer, deutscher Komponist, Organist und Chordirigent
- 1899: Numa Droz, Schweizer Politiker

### 20. Jahrhundert

#### 1901–1950
- 1901: Elias Álvares Lôbo, brasilianischer Komponist
- 1907: Carola von Wasa-Holstein-Gottorp, letzte Königin von Sachsen
- 1909: Emil Strub, Schweizer Konstrukteur, Ingenieur, Bahnbauer und Erfinder
- 1909: Francisco Tárrega, spanischer Gitarrist und Komponist
- 1910: Edmund Friedrich von Autenrieth, deutscher Bauingenieur und Hochschullehrer
- 1913: Karl Wilhelm Diefenbach, deutscher Maler und Sozialreformer
- 1913: Moltke Moe, norwegischer Volkskundler
- 1920: Heinrich Leithäuser, deutscher Ingenieur
- 1921: John Nixon, britischer General
- 1924: T. Frank Appleby, US-amerikanischer Politiker
- 1924: Franz Friedrich Kohl, österreichischer Entomologe und Volksliedforscher
- 1929: Marie Hankel, erste deutsche Esperanto-Dichterin
- 1931: Hannah Adams, US-amerikanische Schriftstellerin
- 1931: Gustave Le Bon, französischer Arzt und Soziologe

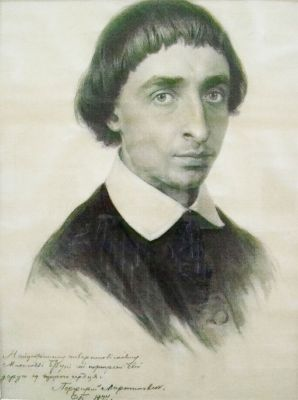
Porfyrij Martynowytsch († 1933)

- 1933: Porfyrij Martynowytsch, ukrainischer Maler, Grafiker und Ethnograph
- 1939: Bernd von Arnim, preußischer Politiker, Staats- und Landwirtschaftsminister
- 1940: Clara Southern, australische Malerin
- 1941: Iwan Semjonowitsch Kulikow, russischer bzw. sowjetischer Maler
- 1943: Fats Waller, US-amerikanischer Musiker
- 1944: Percy Maclure, britischer Automobilrennfahrer
- 1944: Glenn Miller, US-amerikanischer Jazz-Posaunist, Bandleader, Komponist und Arrangeur

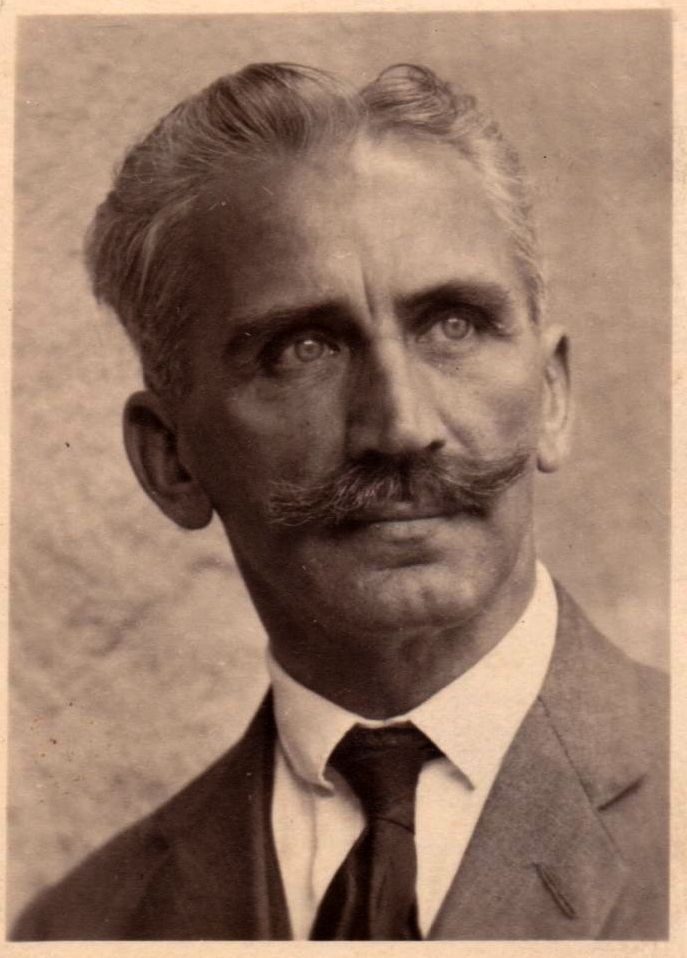
Karl Stanka († 1947)

- 1945: Emerson Harrington, US-amerikanischer Politiker
- 1945: Tobias Matthay, englischer Musikpädagoge, Pianist und Komponist
- 1947: Arthur Machen, britischer Fantasy-Schriftsteller
- 1947: Oskar Seibt, sudetendeutscher Dirigent und Komponist
- 1947: Karl Stanka, deutscher Maler, Zeichner und Chronist
- 1948: João Tamagnini de Sousa Barbosa, portugiesischer Militär und Politiker, Ministerpräsident
- 1950: Robert Müller-Hartmann, deutscher Komponist, Musikschriftsteller und Musikpädagoge

#### 1951–1975
- 1951: Eric Drummond, 7. Earl of Perth, britischer Politiker und Diplomat, erster Generalsekretär des Völkerbundes
- 1953: Kishio Hirao, japanischer Komponist
- 1954: Papa Celestin, US-amerikanischer Bandleader und Jazz-Trompeter, Kornettist und Sänger
- 1955: Otto Braun, deutscher Politiker, Ministerpräsident

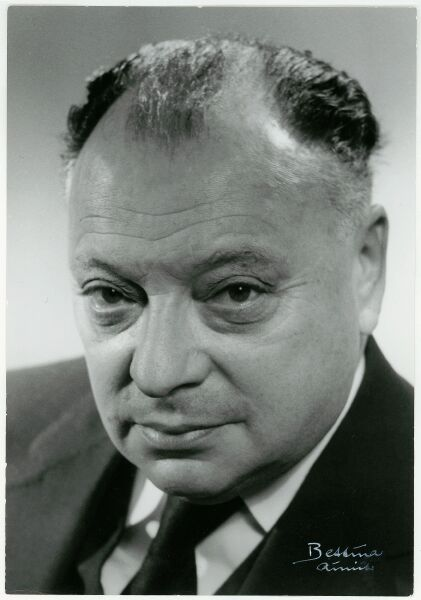
Wolfgang Pauli († 1958)

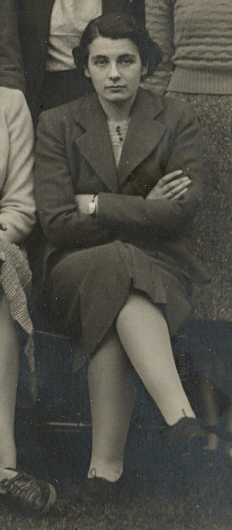
Anne Cobbe († 1971)

- 1957: Peter Kintgen, deutscher Pädagoge und Mundartdichter
- 1958: Wolfgang Pauli, österreichischer Physiker, Nobelpreisträger
- 1959: Alwin Arndt, deutscher Pädagoge, Biologe und Historiker
- 1960: Véra Clouzot, französisch-brasilianische Schauspielerin
- 1962: Charles Laughton, britischer Schauspieler
- 1966: Walt Disney, US-amerikanischer Trickfilmzeichner und -regisseur
- 1970: Gaston Duval, französischer Automobilrennfahrer
- 1971: Anne Cobbe, britische Mathematikerin
- 1971: Paul Lévy, französischer Mathematiker
- 1971: Dick Tiger, nigerianischer Boxweltmeister
- 1972: Herbert Eimert, deutscher Komponist und Musiktheoretiker
- 1972: Wolfgang Jacobi, deutscher Komponist
- 1973: Willem Hesselink, niederländischer Fußballspieler
- 1973: Orest Alexandrowitsch Jewlachow, russischer Komponist
- 1974: Heinz-Joachim Heydorn, deutscher Pädagoge
- 1974: Anatole Litvak, russisch-französischer Regisseur
- 1974: Erich Walter Sternberg, israelischer Komponist
- 1975: Muchtar Aschrafowitsch Aschrafi, usbekisch-sowjetischer Komponist
- 1975: Karl Pündter, deutscher Schauspieler, Regisseur, Hörspielsprecher und Abteilungsleiter für Schulfunk

#### 1976–2000
- 1976: Hermann Schnitzler, deutscher Kunsthistoriker
- 1980: Peter Gregg, US-amerikanischer Automobilrennfahrer
- 1981: Max Steenbeck, deutscher Physiker
- 1983: Willie Bobo, US-amerikanischer Jazz-Perkussionist
- 1983: Andrzej Bieżan, polnischer Komponist und Pianist
- 1986: Seymour Lipton, US-amerikanischer Bildhauer
- 1987: Elisabeth Zaisser, deutsche Politikerin, Ministerin für Volksbildung der DDR
- 1988: Leonid Andrussow, deutscher Chemieingenieur
- 1989: Anders Andersson, schwedischer Eishockeyspieler
- 1990: Hans Fruck, deutscher Politiker, Widerstandskämpfer gegen den Nationalsozialismus, Stellvertretender Minister für Staatssicherheit der DDR
- 1990: Julio Gutiérrez, kubanischer Komponist, Dirigent und Pianist
- 1991: Reidar Andersen, norwegischer Skispringer
- 1991: Wassili Saizew, russischer Scharfschütze im Zweiten Weltkrieg
- 1992: Ennio Morlotti, italienischer Maler
- 1995: Mano Dayak, nigrischer Politiker, Unternehmer und Schriftsteller der Tuareg
- 1996: Tristan Keuris, niederländischer Komponist
- 1997: Hans Joachim Ihle, deutscher Bildhauer
- 1998: Jan Meyerowitz, deutsch-amerikanischer Komponist, Dirigent, Pianist und Schriftsteller
- 1998: Eugen Stadelmann, österreichischer Lehrer und Heimatschriftsteller
- 1999: Georges Aeby, Schweizer Fußballspieler
- 1999: Rune Andréasson, schwedischer Comic-Zeichner und Trickfilmer
- 1999: Gerhard Audorf, deutscher Leichtathlet und Bauingenieur
- 2000: Helen Kotas Hirsch, US-amerikanische Hornistin

### 21. Jahrhundert

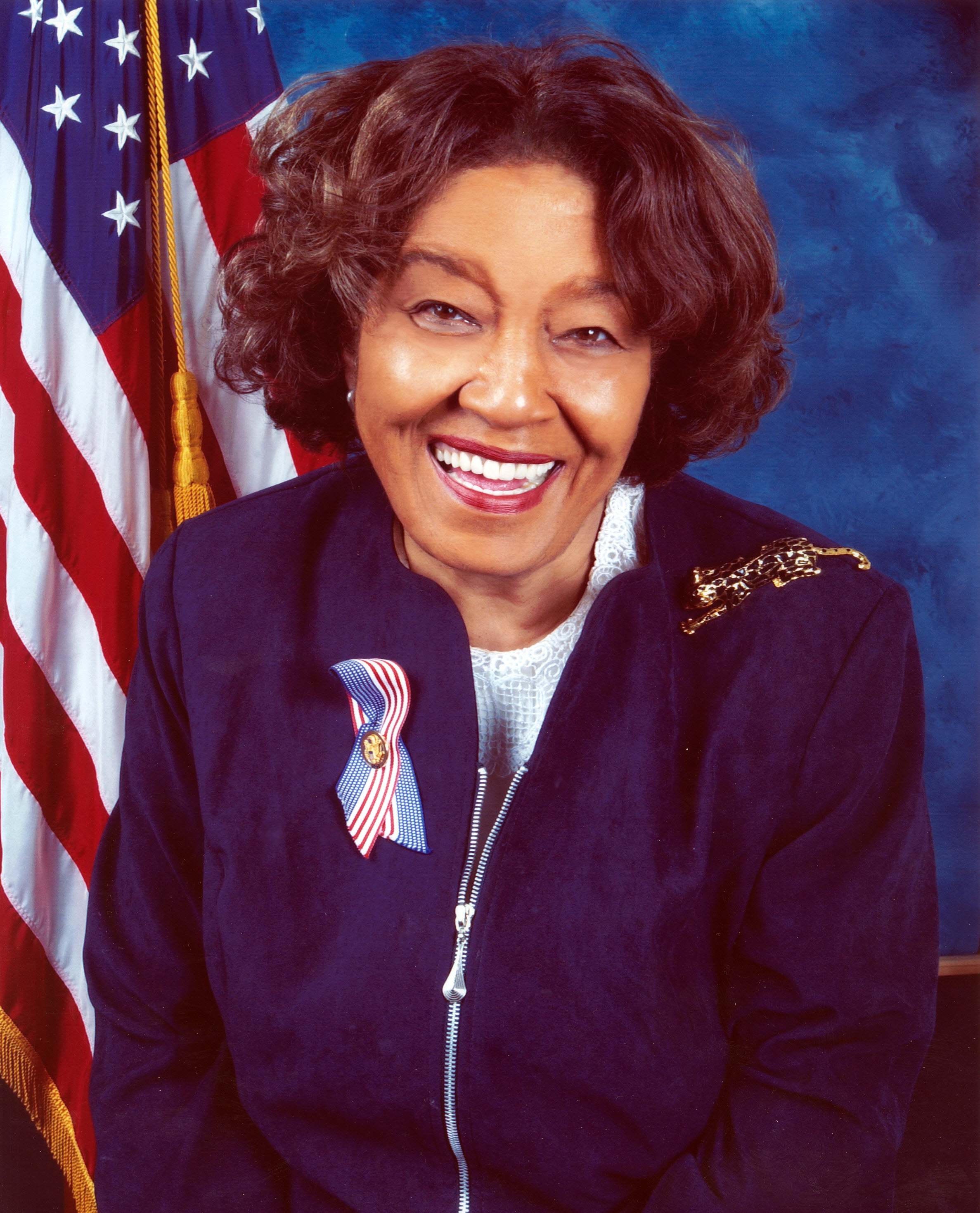
Julia Carson († 2007)

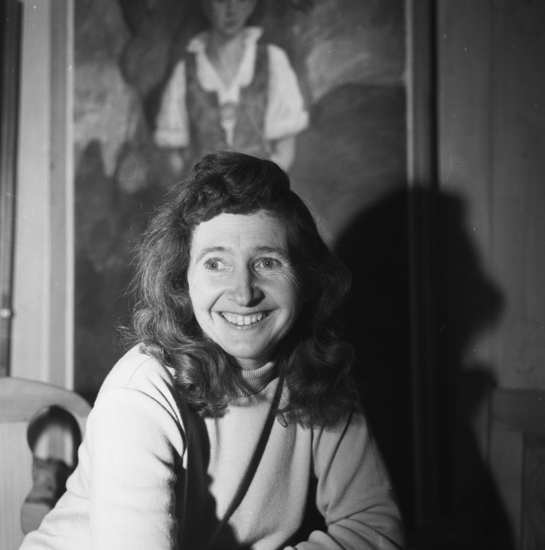
Anne-Catharina Vestly († 2008)

- 2000: Inigo Gallo, Schweizer Volksschauspieler, Kabarettist und Regisseur
- 2001: Rufus Thomas, US-amerikanischer Blues- und Soul-Sänger
- 2004: Vassal Gadoengin, nauruischer Politiker
- 2004: Sidonie Goossens, britische Harfenistin
- 2005: James Ingo Freed, deutsch-US-amerikanischer Architekt
- 2006: Clay Regazzoni, Schweizer Automobilrennfahrer
- 2007: John Berg, US-amerikanischer Schauspieler
- 2007: St. Clair Bourne, US-amerikanischer Filmemacher
- 2007: Julia Carson, US-amerikanische Politikerin
- 2007: Diane Middlebrook, US-amerikanische Autorin
- 2007: Giuseppe Rinaldi, italienischer Schauspieler und Synchronsprecher
- 2007: Fernando Romo Gutiérrez, mexikanischer Priester, Bischof von Torreón
- 2008: Carlo Caracciolo, italienischer Verleger
- 2008: André Greiner-Pol, deutscher Rockmusiker
- 2008: Anne-Catharina Vestly, norwegische Schriftstellerin
- 2009: C. D. B. Bryan, US-amerikanischer Autor und Journalist
- 2009: Milena Folberová, tschechoslowakische Turnerin
- 2010: Peter O. Chotjewitz, deutscher Schriftsteller, Übersetzer und Jurist
- 2010: Blake Edwards, US-amerikanischer Filmregisseur
- 2010: Hans-Joachim Rauschenbach, deutscher Sportreporter
- 2011: Walter Giller, deutscher Schauspieler
- 2011: Christopher Hitchens, britisch-US-amerikanischer Autor und Kritiker

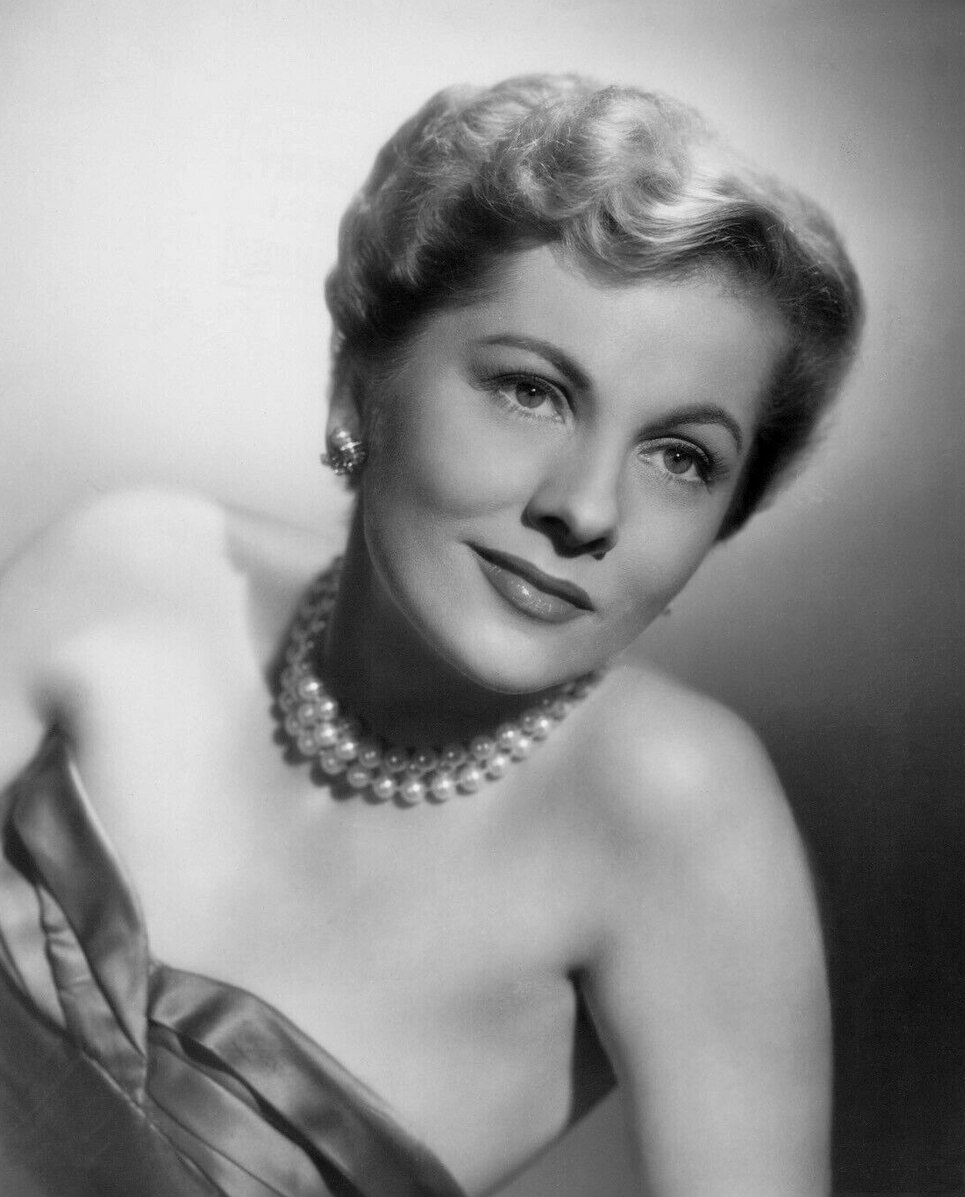
Joan Fontaine († 2013)

- 2013: Joan Fontaine, US-amerikanische Filmschauspielerin
- 2013: Harold Camping, US-amerikanischer Radioprediger
- 2015: Stella Doufexis, deutsche Opernsängerin
- 2015: Florentino P. Feliciano, philippinischer Jurist, Richter am Obersten Gerichtshof, Mitglied des Appellate Body der WTO
- 2015: Licio Gelli, italienischer Verschwörer
- 2019: Chuck Peddle, US-amerikanischer Elektronik-Ingenieur
- 2021: Ernst Fivian, Schweizer Turner
- 2021: Mary Louise Wehman, US-amerikanische Schwimmerin
- 2022: Renée Colliard, Schweizer Skirennfahrerin
- 2022: Heide Kipp, deutsche Schauspielerin
- 2022: Endre Tihanyi, ungarischer Turner
- 2024ː Emmy Eerdmansː niederländische Malerin, Zeichnerin und Bildhauerin

## Feier- und Gedenktage
- Kirchliche Gedenktage
  - Gerhard Uhlhorn, deutscher Theologe (evangelisch)
  - Hl. Nino, Heilerin (katholisch)
- Namenstage
  - Nina

Weitere Einträge enthält die Liste von Gedenk- und Aktionstagen.